# 1989
1989 (MCMLXXXIX) byl rok, který dle gregoriánského kalendáře započal nedělí.

## Události

### Česko
- 15.–22. ledna – V upomínku na 20. výročí sebeupálení studenta Jana Palacha se v Praze 15. ledna konalo vzpomínkové shromáždění studentů, které bylo v prostoru Můstku v dolní části Václavského náměstí brutálně rozehnáno veřejnou bezpečností. Na potlačení demonstrace se podílelo 2 200 příslušníků Veřejné bezpečnosti a 1 300 příslušníků Lidových milicí z průmyslových závodů Prahy. Následující dny probíhaly v centru města další demonstrace, proti nimž tvrdě zasahovaly bezpečnostní složky. 16. ledna bylo zadrženo větší množství představitelů opozičních iniciativ vč. Václava Havla. Palachův týden vyvrcholil 21. ledna výpravou k hrobu Jana Palacha ve Všetatech na Mělnicku – v obci, z níž pocházel. Celkem bylo během týdne zadrženo přes 800 účastníků demonstrací, 8 vedoucích představitelů opozice vč. Václava Havla bylo odsouzeno za výtržnictví k trestům odnětí svobody. Protesty se staly předmětem zájmu mnohých západních sdělovacích prostředků. Proti represím vystoupilo mnoho významných zahraničních osobností, mezinárodních organizací i vlád různých států světa. Kritika zazněla také ze strany ostatních států Varšavské smlouvy vč. Sovětského svazu.
- 26. ledna – V reakci na události Palachova týdne bylo ustaveno sdružení Iniciativa kulturních pracovníků, které zaslalo předsedovi československé vlády Ladislavu Adamcovi prohlášení namířené proti zatčení Václava Havla a vybízející k zahájení skutečného dialogu. Prohlášení podepsalo 692 československých umělců, později se k němu připojila i řada vědců.
- 8. února – V atriu Severočeského krajského národního výboru v Ústí nad Labem došlo v ranních hodinách k mohutnému výbuchu dvou na sebe navázaných náloží. Zničena byla všechna okna v atriu budovy, několik oken bylo poškozeno také v ostatních sousedních budovách. Přestože exploze způsobila značné materiální škody, nebyl nikdo zraněn. Viník nebyl nikdy vypátrán. Událostí využilo vedení Severočeského KV KSČ v čele s vedoucím tajemníkem Václavem Šípkem, který z bombového útoku obvinil „nepřátelské síly“, jimiž měl na mysli členy opozičních skupin.[1]
- 21. února – Václav Havel byl před Obvodním soudem pro Prahu 3 odsouzen k odnětí svobody na dobu 9 měsíců.
- 10. března – ÚV KSČ schválil novou koncepci dlouhodobé propagandy do zahraničí. V ní se zavázal upustit od starých forem agitace stavějících na koncepci rozdělení světa na dva nesmiřitelné tábory a využívající zjednodušená, didaktická a frázovitá schémata. Propaganda měla naopak napříště vycházet z politického realismu, nesmiřitelnost měla být obroušena v civilizovanou koexistenci dvou rozdílných společenských systémů, čímž měly být odstraněny zažité oprávněné stereotypy panující ve světě ve vztahu k socialistickému Československu.
- 3. dubna – Ústřední výbor KSČ se poprvé zabýval návrhem na zdokonalení systému všeobecných voleb, který měl znamenat možnost alespoň omezeného výběru z většího množství kandidátů. Zvýšit se měl význam předvolebních shromáždění, která se měla stát více než jen pouhým formálním aktem schválení předem připravených kandidátů. Orgány Národní fronty měly tedy kandidátní listiny sestavovat až na základě zapracování připomínek voličů. Uvažováno bylo zavedení vícemandátových volebních obvodů, časově odděleny měly být volby do legislativních sborů od voleb do národních výborů. Podstatou změn mělo být vhodnější a „přívětivější“ uplatnění vedoucí úlohy KSČ ve společnosti.
- 4. dubna – Předseda federální vlády Ladislav Adamec strávil den na největších staveništích a v závodech Prahy. Kritizoval špatnou organizovanost a tedy i pomalé tempo a nehospodárnost výstavby nového výrobního komplexu závodu ČKD Tatra v Praze 5 – Zličíně. V rámci pátého obvodu navštívil také staveniště nové budovy nemocnice v Motole, kde mělo být do roku 1992 dokončeno na 1 400 lůžek. V závodech ČKD Lokomotivka a Kompresory vyjádřil nutnou podmíněnost investic do rozvoje závodu reálnou poptávkou po jeho výrobcích tak, aby nedošlo k nesprávné alokaci investičních prostředků. V závěrečném projevu před představiteli pražských národních výborů a státních podniků přiznal Adamec reálné hospodářské obtíže plynoucí ze „života nad poměry“, kdy růst životní úrovně zdaleka neodpovídal reálnému růstu ekonomiky. Připravil proto občany na dobu „utahování opasků“, jež měla vést k zamezení hrozby inflace. Trval přitom na dodržování principů Přestavby – na přechodu od administrativních metod k metodám ekonomickým, od direktivních příkazů k diskusi.[2]
- 9. dubna – Poprvé od konce 60. let byla v Československu opět volena královna krásy – Miss ČSSR v oficiální soutěži. Finále soutěže se konalo v reprezentativní moderní budově Paláce kultury a sportu v Ostravě – Vítkovicích, slavnostním galavečerem provázeli diváky Josef Dvořák a Magdalena Dietlová. Na třetím místě se umístila Michaela Polívková z Východočeského kraje, na druhém místě pak Jana Hronková ze Západočeského kraje. Miss ČSSR 1989 byla zvolena osmnáctiletá brunetka Ivana Christová z Prešova, která byla před tím zvolena nejkrásnější dívkou Východoslovenského kraje.[3]
- 10.–21. dubna – Československo navštívila delegace Vatikánu pod vedením arcibiskupa Francesca Colasuonneho. Vatikánští představitelé se distancovali od prorežimních církevních hodnostářů sdružujících se ve Sdružení katolických duchovních Pacem in terris, kteří byli tlačeni československými státními orgány pro věci církevní na pozice biskupů. Naopak československá strana dávala jasně najevo záměr snížení vlivu tzv. „nezákonných struktur církve“. Po dlouhých jednáních se představitelé obou států domluvili na obsazení míst biskupů: v litoměřické diecézi Josefem Kouklem, v olomoucké diecézi Františkem Vaňákem a v trnavské arcidiecézi Jánem Sokolem. Jmenováni byli 12. července.
- 20. dubna – Ve třinácti volebních obvodech ČSSR (Teplice-západ, Mladá Boleslav, Domažlice – Klatovy, Hodonín, Ostrava 1, Třinec, Havířov, Nitra, Ilava, Brno-město-východ, Bruntál, Nitra-západ a Spišská Nová Ves) se konaly doplňující volby do Federálního shromáždění, a obou republikových národních rad, při nichž byly zkoumány prvky nově zaváděného volebního systému umožňujícího výběr z více kandidátů. Z 20 registrovaných kandidátů bylo do Federálního shromáždění zvoleno 9.[4]
- 1. května – Z důvodu obav z vypuknutí dalších demonstrací byly tradiční prvomájové oslavy po 16 letech přesunuty z Letné na Václavské náměstí. Oslavám předcházela rozsáhlá aktivita Státní bezpečnosti ve snaze zamezit představitelům opozice organizaci protirežimních shromáždění. Skupina členů a příznivců nezávislých iniciativ však i přes veškeré snahy oficiálních orgánů v horní části náměstí vystoupila s transparenty vyzývajícími k propuštění politických vězňů. Příslušníci bezpečnostního aparátu však protestující urychleně z náměstí vytlačili a vyvezli autobusy za město. Později zasáhli ještě proti další protestující skupině ve střední části náměstí, v níž byli i zaměstnanci britské BBC.
- 7. května – V Bradle v okrese Senica na západním Slovensku uctilo asi 1 000 aktivistů slovenského Hnutí za občanskou svobodu památku Milana Rastislava Štefánika.
- 10.–22. května – Ústav pro výzkum veřejného mínění provedl šetření zjišťující postoj občanů k politickým poměrům ve státě a k událostem Palachova týdne. Téměř polovina respondentů nepovažovala politický systém ČSSR za demokratický, dvě třetiny nepociťovaly možnost svobodně vyjadřovat své názory a více než polovina respondentů souhlasila s demonstrujícími v době lednového Palachova týdne.
- 13. května – Představitelé maďarské vlády se navzdory uzavřené bilaterální smlouvě okamžitě rozhodli zastavit práce na výstavbě společného vodního díla na Dunaji Gabčíkovo – Nagymaros. Československá vláda se proti tomuto kroku rázně ohradila a označila jej za porušení dvoustranné dohody.
- 15. května – V prostoru silnice I/4 před hraničním přechodem do NSR ve Strážném na Prachaticku došlo okolo 23:30 hod. k incidentu s velmi tragickou dohrou. Sedm členů rodiny pocházející z Východního Berlína, vč. 4 dětí, mělo v úmyslu emigrovat do Západního Německa přes Československo. Při pokusu o projetí československo-německé státní hranice narazil řidič vozu Volha 24 Uwe Hansel v rychlosti přesahující 100 km/hod. do betonové signální závory umístěné před hraničním přechodem. Náraz způsobil utržení střechy vozu, který zhruba po 100 m vychýlené jízdy skončil v příkopu. Havárii nepřežil osmiletý Kevin Strecker, který utrpěl smrtelné zranění hlavy. Stal se tak zřejmě poslední obětí „železné opony“ na území Československa.[5]
- 17. května – Obvodní soud pro Prahu 3 rozhodl o podmínečném propuštění Václava Havla z vězení. Podnět k přezkoumání rozhodnutí podali Havlovi příbuzní a skupina více než 3 000 občanů, kteří ho podpořili svými podpisy.
- 23. května – 1. června – Ve Washingtonu proběhla jednání mezi představiteli ČSSR, Mezinárodního měnového fondu a Světové banky ohledně přijetí Československa do těchto struktur.
- 26. května – Nezávislé opoziční hnutí Demokratická iniciativa vzneslo požadavek na sjednocení československé ústavy s přijatým dokumentem vídeňské následné schůzky Konference o bezpečnosti a spolupráci v Evropě týkajícího se otázek lidských a občanských práv. Podle představ členů iniciativy měla být připravovaná nová ústava ČSSR dílem demokraticky zvoleného ústavodárného shromáždění. Proto vznesli její členové požadavek na vytvoření nového volebního zákona, na jeho základě poté vyhlásit v květnu 1990 volby do ústavodárného shromáždění a do konce roku 1990 předložit návrh nové ústavy, která měla být schválena 28. října 1991. Završením přechodného demokratizačního období měly být demokratické volby do nového Federálního shromáždění v lednu 1992. Návrh se z pochopitelných důvodů nesetkal s porozuměním vládnoucích kruhů.
- 8. června – V Bratislavě byl popraven devětadvacetiletý masový vrah Štefan Svitek, který byl Krajským soudem v Banské Bystrici odsouzen k trestu smrti za to, že dne 30. října 1987 v Podbrezové, okr. Banská Bystrica, obzvlášť brutálním způsobem zavraždil svoji těhotnou manželku a dvě dcery. Jejich těla poté znetvořil sekyrou a nožem a nad pozůstatky těl se pohlavně ukájel. Znalci Svitka označili za obzvláště nebezpečnou agresivní, sadomasochistickou osobnost s výraznými sklony k nekrofilii a zoofilii, které se ještě vystupňovaly vlivem jeho alkoholismu. Štefan Svitek byl posledním popraveným vězněm v Československu před zrušením trestu smrti v roce 1990.
- 9. června – Kardinál František Tomášek vyjádřil ve svém dopise prezidentu republiky Gustávu Husákovi postoj katolické církve k připravované ústavě. Důrazně odmítal zakotvení marxismu – leninismu jako oficiální státní ideologie a doporučil do ústavy zahrnout článek o svobodě vyznání. Gustáv Husák přislíbil Tomáškovy podněty předat komisi pro přípravu ústavy k posouzení.
- 29. června – Na rozhlasové stanici Svobodná Evropa i v dalších zahraničních sdělovacích prostředcích byl zveřejněn text petice Několik vět, kterou sepsali představitelé československého disentu v čele s Václavem Havlem, Alexandrem Vondrou, Stanislavem Devátým a Jiřím Křižanem. V petici byl vysloven požadavek na propuštění politických vězňů, garanci základních lidských práv a svobod, zrušení cenzury a lepší péči o životní prostředí. Ke dni zveřejnění ji podepsalo na 1 800 osob. Petice byla koncipována jako otevřený dokument, který měl být přístupný komukoliv, kdo projeví s jejím zněním souhlas. Později svůj podpis pod petici připojilo i několik známých osobností československé kultury – např. Hana Zagorová, Zdeněk Svěrák, Rudolf Hrušínský, Jan Čenský, Jiří Bartoška, Ivan Trojan, Martin Stropnický, aj. Na podzim měla již asi 40 tis. signatářů.[6]
- 17. července – V rámci návštěvy Západočeského kraje zavítal generální tajemník ÚV KSČ Milouš Jakeš také do plzeňského JZD Červený Hrádek, kde se konal aktiv za účasti vedoucích tajemníků západočeských okresních výborů KSČ. Jakeš zde přednesl rozsáhlý projev věnovaný nejožehavějším vnitropolitickým tématům doby. V poněkud neobratně přednesených frázích vyjádřil obavu, že komunisté „zůstanou jako kůl v plotě“, Přestavbu označil za nesmírně komplikovaný proces, který mohou zneužít vnitřní nepřátelé socialismu: „To není jednoduchej proces tahle přestavba, není! To je proces, v kterým se ne každý dost dobře vyzná a proces do kterýho mohou vstoupit nepřátelé a vypadají přitom jako přátelé.“ Kritice podrobil signatáře petice Několik vět, konkrétně užil příklad Hany Zagorové: „“Ti umělci, kteří to podepsali. Žádnej z nás nebere takový platy, prostě jako berou oni. No tak řekněme paní Zagorová, je to milá holka, všechno, ale ona už tři roky po sobě bere 600 tisíc každý rok a další ne 600 tisíc, milion, dva miliony berou.“ Záznam z projevu, jenž z pochopitelných důvodů nesměl být publikován, se ve zvukové podobě dostal prostřednictvím Alexandra Vondry na veřejnost, a získal mimořádnou popularitu zejména pro svoji vysokou humoristickou hodnotu.[7]
- 28. července – Na hradě Přimda na Tachovsku došlo k sesuvu zdiva, které zavalilo tři děti z pionýrského tábora v Boněticích. Jeden z chlapců svým zraněním podlehl. Příčinou byla akustická rezonance dětské řeči, která vedla k porušení stability hradního zdiva.[8]
- srpen – Miloš Zeman publikoval v Technickém magazínu č. 8/1989 článek s názvem Prognostika a přestavba. Zamýšlí se v něm nad reálnou prognózou vývoje československé ekonomiky a dochází k velmi negativním závěrům. Hlavní problém spatřuje v neefektivní a nepružné centrálně plánované ekonomice, kdy byl plán často zcela odtržen od reality a neumožňoval různá alternativní řešení. Zároveň podrobuje kritice „ztrátu historické paměti“ národa, překrucování historie a cenzurní zásahy obecně. Poukazuje na obrovský úpadek československého hospodářství, které se v období první republiky řadilo mezi nejvyspělejší na světě, zatímco v průběhu období „socialistické výstavby“ čím dál tím více zaostávalo v evropském i celosvětovém měřítku. Proto jako jedinou možnost zvratu blížícího se hospodářského kolapsu uvádí Zeman skutečnou radikální ekonomickou reformu.[9]
- 1. srpna – Na základě změny zákona č. 69/1951 Sb. O ochraně státních hranic byla provedena opatření, která měla alespoň částečně zjednodušit pohyb osob v hraničním pásmu a zmenšit jeho rozlohu. Z hraničního pásma bylo vyňato zhruba 145 km² lesní a zemědělské půdy, což mělo umožnit i lepší hospodářské využití těchto ploch. Vyňaty byly také některé plochy významné z hospodářského nebo dopravního hlediska – např. kamenolomy, pískovny, úseky železničních tratí, ale také např. některé turisticky přitažlivé lokality. Zároveň byla snížena administrativní náročnost získání propustky do hraničního pásma – příslušné okresní správy SNB při vydávání propustek již nadále neměly vyžadovat vyjádření závodních výborů ROH.[10]
- 17. srpna – Zástupci polského sejmu odsoudili invazi vojsk Varšavské smlouvy (vč. polské armády) do Československa z 21. srpna 1968. O den dříve se v podobném smyslu vyjádřil i Ústřední výbor Maďarské socialistické dělnické strany, který uvedl, že maďarská vládnoucí strana se s intervencí již neztotožňuje.
- 21. srpna – 1 500 osob se v podvečer zúčastnilo demonstrace v centru Prahy uspořádané k 21. výročí invaze vojsk Varšavské smlouvy do Československa. Výrazně zastoupeni byli představitelé polské a maďarské politické opozice, kteří vyjádřili plnou podporu československým disidentům.
- 24.–26. srpen – Proběhly pompézní oslavy 45. výročí Slovenského národního povstání. V Banské Bystrici byl při té příležitosti zahájen provoz trolejbusů, které se rozjely na první lince spojující krajský ústav národního zdraví s nově vybudovanou vozovnou v Kremničce. O dva dni později, v sobotu 26. srpna se slavnostních manifestací ve městě, ke kterým se připojilo na 30 tisíc lidí, zúčastnili představitelé slovenské vlády v čele s Ignácem Janákem a delegace ÚV KSČ vedená Miloušem Jakešem. Se slavnostním projevem předstoupil přímý účastník povstání – prezident Gustáv Husák. Dostavil se také předseda prezídia Nejvyššího sovětu Ruské sovětské federativní socialistické republiky Vitalij Vorotnikov.[11]
- 30. září – Na velvyslanectví NSR v Praze na Malé Straně vyvrcholila krizová situace, kdy se v průběhu měsíce září v areálu velvyslanectví nashromáždilo na 11 tisíc občanů NDR, kteří se tímto způsobem rozhodli emigrovat do NSR. K podobné situaci došlo také na velvyslanectví NSR ve Varšavě. V souvislosti s dlouhodobou neudržitelností tohoto stavu rozhodli vedoucí představitelé NDR ve spolupráci s orgány NSR, ČSSR a PLR zorganizovat přesun východoněmeckých občanů vlaky na území Západního Německa.[12] Centrum Prahy bylo v té době zaplněno opuštěnými osobními automobily východoněmeckých uprchlíků.
- 1. října – Do oběhu byly uvedeny nové stokorunové bankovky s portrétem Klementa Gottwalda na lícové straně. Nová bankovka se však setkala se značnou nepopularitou mezi občany. Jen do poč. listopadu bylo zaznamenáno přes 100 případů poškození bankovky různými protigottwaldovskými popisky a kresbičkami, vymýšleny byly různé způsoby skládání bankovky tak, aby bylo dosaženo komického znetvoření Gottwaldovy tváře. Vzhledem k těmto skutečnostem a zejména k následným listopadovým událostem byla nová bankovka brzy stažena a nahrazena původním typem platným od roku 1961, který platil až do měnové odluky v roce 1993.[13]
- 27. října – Mezi železničními stanicemi Zadní Třebaň a Karlštejn na Berounsku došlo ke srážce osobního vlaku tvořeného elektrickou pantografovou jednotkou s nákladním vlakem. Příčinou bylo selhání lidského faktoru – v době nehody probíhala výluka traťové koleje ve směru Beroun – Praha, na což výpravčí ve stanici Karlštejn zapomněl a poslal tak oba vlaky proti sobě. Ke střetu došlo v obtížně přístupném terénu v údolí Berounky. Zahynuli 4 cestující osobního vlaku.[14]
- 31. října – V Brně byla do užívání předána moderní budova nemocnice v Bohunicích. Předáno bylo 456 nově vzniklých lůžek v rámci tří oddělení interny, oddělení radiodiagnostického, neurologického a rehabilitačního. Zprovozněn byl také nový centrální příjem. Pokoje v nově vybudované budově nemocnice poskytovaly na svou dobu nadstandardní komfort vč. vlastních skříněk a sociálních zařízení.[15]
- 1. listopadu – Do kin byl uveden psychologický snímek režisérky Ireny Pavláskové Čas sluhů. Film vypráví příběh mladé ženy, studentky medicíny, která se po těžkém rozchodu s partnerem rozhodne zneužívat slušnosti i slabostí druhých lidí pro naplňování vlastních sobeckých potřeb. Dotlačí snoubence své přítelkyně, aby si ji vzal a její kamarádku opustil. Svého nového manžela poté různými promyšlenými příkazy nutí vykonávat její vůli tak, aby si mohla díky jeho morálním pokleskům, k nimž ho donutila, žít „jako bohyně“. V hlavních rolích se představili Ivana Chýlková, Karel Roden, Miroslav Etzler, Jitka Asterová, Eva Holubová a další.[16]
- 10. listopadu – V prostoru zastávky Nové Kopisty na Litoměřicku došlo k velmi závažné železniční nehodě. Čtyři minuty po půlnoci zde narazil v rychlosti 116 km/hod. mezinárodní expres Balt – Orient jedoucí po trati Praha – Děčín a dále do Berlína do porouchané elektrické jednotky osobního vlaku č. 9962 stojícího v zastávce. V troskách vlaků nalezlo smrt 5 lidí, další muž zemřel o týden později v nemocnici. 8 lidí bylo těžce zraněno, 50 jich bylo zraněno lehce. Značná byla také výše materiálních škod, která přesáhla 10 milionů Kčs. Zcela zdemolována byla lokomotiva rychlíku, značně poškozena byla pantografová elektrická jednotka i 6 vagonů rychlíku patřících československým i východoněmeckým drahám. Na téměř 23 hodin musel být přerušen provoz mezi stanicemi Bohušovice nad Ohří a Lovosice, cestující museli být přepraveni náhradní autobusovou dopravou. Příčinou nehody byla nepozornost strojvedoucího lokomotivy rychlíku, který však při nehodě zahynul.
- 11. – 17. listopadu – Ve čtyřech velkých městech Severočeského kraje (v Teplicích, Litvínově, Děčíně a Mostě) se konaly spontánní demonstrace tamních obyvatel namířené proti neustále se zhoršující kvalitě životního prostředí v Podkrušnohoří. Funkcionáři místně příslušných výborů KSČ přislíbili občanům, že se otázkami životního prostředí budou zabývat ve dnech 20. – 25. listopadu.
- 12. listopadu – Za účasti několika tisíc československých věřících, kterým bylo v rámci zlepšování obrazu socialistického Československa v zahraničí umožněno vycestovat, se v Římě konal slavnostní akt svatořečení Anežky Přemyslovny, která ve 13. století zasvětila svůj život péči o chudé a nemocné.
- 17. listopadu – V 16 hodin započalo v Praze 2 na Albertově povolené shromáždění studentů pražských vysokých škol uspořádané u příležitosti 50. výročí protinacistické demonstrace během pohřbu studenta Jana Opletala. Sešlo se zhruba 15 tisíc studentů. Velmi záhy se oficiální manifestace mění v demonstraci vyjadřující prostřednictvím mluvčích nezávislých studentů odpor k totalitnímu režimu. Studenti požadují odchod Milouše Jakeše, boj za svobodu, provolávají slávu Chartě 77 a Václavu Havlovi. Shromáždění (za dozoru příslušníků Státní bezpečnosti v civilu) na Albertově končí dle plánu v 16:40 hod. Průvod studentů se poté vydává na Vyšehrad. V 17:30 se na Slavíně u hrobu Karla Hynka Máchy schází asi 10 tisíc osob. Po položení svíček na hrob a zpěvu státní hymny byla ukončena oficiální část shromáždění na Vyšehradě. Studenti se však nerozcházejí a vydávají se ulicí Na Slupi směrem na Karlovo náměstí. V 18:25 je průvod u Botanické zahrady zastaven jednotkou zvláštního určení. Dochází k prvním potyčkám mezi studenty a bezpečnostními orgány. Průvod mění směr do Plavecké ulice a na nábřeží. Přidávají se další lidé. Velitel středočeské StB vydává pokyn k zabránění vstupu demonstrantů na Václavské náměstí prostřednictvím zablokování Národní třídy. V 19:30 je celá obrovská skupina asi 50 tisíc demonstrantů z obou stran obklíčena na Národní třídě – demonstranti si sedají na zem a zapalují svíčky. Ve 20:30 začínají pluky Veřejné bezpečnosti, s podporou dvou obrněných transportérů, postupovat od Národního divadla k davu, čímž vzniká tlačenice. Příslušníci VB bijí demonstranty bez ohledu na věk a pohlaví obušky, zatčení jsou odváděni do připravených autobusů. V Mikulandské ulici musejí demonstranti projít „uličkou smrti“ vytvořenou příslušníky OZU (Odbor zvláštního určení MV – tzv. červené barety). Dav je rozehnán po 21. hodině. Ve 23 hodin se v Divadle Na zábradlí schází herci Jaromír Hanzlík, Miroslav Krobot, Jiří Lábus a Ivan Rajmont se studenty Divadelní akademie múzických umění (DAMU) a vzniká myšlenka vyhlášení studentské stávky. Objevuje se zpráva o možných mrtvých. Začala Sametová revoluce.[17]
- 18. listopadu – Studenti DAMU, herci i další umělci se na setkání v Realistickém divadle v Praze rozhodli vyhlásit protestní stávku. 27. listopadu poté měla nastat stávka generální. V 16:00 hodin vyhlašuje na Václavském náměstí student DAMU Martin Mejstřík za studenty Akademie múzických umění neomezenou okupační stávku všech tří fakult Akademie (DAMU, FAMU, HAMU). Vzápětí se přidává i Fakulta žurnalistiky UK. Zástupce herců davu pod sv. Václavem oznamuje, že pražská divadla studenty podporují. K pražským umělcům se postupně přidávali členové ostatních zejm. divadelních souborů z dalších míst ČSSR. Současně se šířila fáma o smrti studenta Martina Šmída během zásahu na Národní třídě, kterou se později podařilo vyvrátit (jednalo se o akci zinscenovanou StB).
- 19. listopadu – Sloučením všech opozičních iniciativ vzniklo na shromáždění v Činoherním klubu v Praze Občanské fórum. V provolání byla přednesena výzva k vyhlášení generální stávky 27. listopadu od 12 do 14 hodin. V Umělecké besedě v Bratislavě se téhož dne konalo ustavující shromáždění slovenských umělců a studentů, kteří dali vzniknout hnutí Verejnosť proti násiliu – slovenské obdobě Občanského fóra. V reakci na závažné události posledních tří dnů vydal ÚV KSČ pokyn k uvedení jednotek Lidových milicí do plné pohotovosti. Předseda české vlády František Pitra byl pověřen přednést v televizním vysílání stanovisko KSČ s výzvou občanů ke klidu a podpoře stranického vedení.
- 20. listopadu – Na Václavském náměstí v Praze se konala první demonstrace se skutečně masovou účastí – asi 100 tisíc osob. Na demonstraci vystoupil předseda ÚV SSM Vasil Mohorita a podpořil požadavky stávkujících studentů.
- 21. – 27. listopadu – V Praze, Bratislavě i v dalších velkých městech republiky se každý den konaly početné demonstrace občanů organizované nově vzniklým Občanským fórem a Verejností proti násiliu. Nejpočetnější shromáždění lidu se konalo 25. listopadu v Praze na Letenské pláni, kde se sešlo zhruba 800 tis. lidí.
- 24. listopadu – Ministr obrany, armádní generál Milán Václavík nabídl k dispozici vycvičené vojenské síly k potlačení protirežimních demonstrací. ÚV KSČ však takovéto řešení situace zamítlo. Na funkci generálního tajemníka ÚV KSČ rezignoval Milouš Jakeš, nově zvolen byl Karel Urbánek.
- 26. listopadu – Bylo započato s oficiálními rozhovory mezi představiteli KSČ a Občanského fóra. Jednání zprostředkovali hudebníci Michal Kocáb a Michal Horáček.
- 27. listopadu – V celé republice se od 12 do 14 hodin uskutečnila generální stávka.
- 29. listopadu – Ve federálním shromáždění byla odhlasována změna ústavy ČSSR. Vypuštěn byl článek o vedoucí úloze KSČ ve společnosti a článek o ustanovení marxismu-leninismu oficiální státní ideologií.
- 30. listopadu – S okamžitou platností byla na československých vysokých školách zrušena výuka marxismu-leninismu.
- 2. prosince – Zrušením vízové povinnosti umožnily rakouské úřady hromadné cesty občanům ČSSR cesty do Rakouska pouze s platným cestovním pasem.
- 3. prosince – Po jednáních mezi představiteli Občanského fóra a KSČ byly provedeny změny ve složení federální vlády, která se měla skládat z 15 členů KSČ, 1 člena Československé strany lidové, 1 člena Československé strany socialistické a 3 nestraníků. Veřejnost i představitelé OF a VPN s tímto modelem nesouhlasili a požadovali od 10. prosince další změny ve struktuře vlády.
- 4. prosince – Významným krokem v oblasti lidských práv se stalo zrušení tzv. „výjezdních doložek“, které umožnilo československým občanům vyjet i do nesocialistické ciziny pouze s platným cestovním pasem.[18]
- 7. prosince – Ladislav Adamec rezignoval na svou funkci předsedy vlády ČSSR. Na jeho návrh byl za souhlasu OF i VPN jmenován novým premiérem Marián Čalfa. Zároveň bylo přijato rozhodnutí o volbě nového prezidenta republiky, jímž se měl stát občan české národnosti, bez politické příslušnosti.
- 8. prosince – ÚV KSČ se oficiálně zřekl stalinského pojetí socialismu, mocenského monopolu a distancoval se od původního vedení strany a podpory invaze vojsk Varšavské smlouvy do Československa v roce 1968. Prezident republiky Gustáv Husák vyhlásil amnestii vztahující se na politické vězně.
- 10. prosince – Prezident republiky Gustáv Husák jmenoval nově vytvořenou „vládu národního porozumění“ pod vedením Mariána Čalfy tvořenou 9 komunisty, 2 lidovci, 2 socialisty a 7 nestraníky. Následně Husák rezignoval na svou funkci. V reakci na tyto události ukončili pracovníci v kultuře stávku. Ve stávce však dosud setrvali studenti.
- 13. prosince – V budově Státní banky Československé na Václavském náměstí zahájil provoz první bankomat v Československu.
- 16. prosince – Václav Havel v televizním projevu prohlásil, že v případě jeho zvolení do funkce prezidenta republiky musí být na jinou vysokou státní funkci jmenován Alexander Dubček.
- 20.–21. prosince – V Praze se konal mimořádný sjezd KSČ, na němž se nové vedení strany v čele s Ladislavem Adamcem a Vasilem Mohoritou distancovalo od kroků vedení původního a v prohlášení se omluvilo nespravedlivě perzekvovaným občanům. Došlo k téměř kompletní kádrové obměně ÚV KSČ – ze 197 členů a kandidátů byli ve funkcích potvrzeni pouze 4. Byly oficiálně zrušeny Lidové milice a přijat návrh postihů funkcionářů zodpovědných za dosavadní politiku strany.
- 23. prosince – Ministři zahraničních věcí ČSSR Jiří Dienstbier a NSR Hans-Dietrich Genscher v prostoru československo-německé hranice u Nových Domků na Tachovsku přestřižením ostnatých drátů symbolicky započali s fyzickou i politickou likvidací železné opony.
- 28. prosince – Předsedou federálního shromáždění byl zvolen Alexander Dubček. Na uprázdněné mandáty po nejméně „přijatelných“ poslancích za KSČ bylo kooptací dosazeno 23 členů OF a VPN. Změny byly provedeny také v předsednictvu parlamentu v takovém poměru, aby členové KSČ nedisponovali většinou hlasů.
- 29. prosince – Ve Vladislavském sále Pražského hradu byl 9. československým prezidentem jednomyslně zvolen Václav Havel.

### Svět
- 20. ledna – George H. W. Bush se stal 41. prezidentem USA
- 24. ledna – v USA byl popraven masový vrah Ted Bundy
- 2. února – SSSR stáhl z Afghánistánu poslední vojenskou jednotku, čímž skončila devítiletá okupace země
- 3. února – Jihoafrický prezident Pieter Willem Botha odstoupil z úřadu i z vedení Národní strany.
- 14. února – Íránský vůdce Rúholláh Chomejní vyzval muslimy k zabití spisovatele Salmana Rushdieho, autora knihy Satanské verše.
- únor – probíhala jednání u kulatého stolu mezi opoziční Solidaritou a komunistickou vládou v Polsku – začátek konce komunismu v Polsku
- 24. března – havaroval ropný tanker Exxon Valdez. To mělo za následek jednu z největších přírodní katastrof, pří níž uhynula spousta mořských živočichů, USA, Aljaška
- 19. srpna – Panevropský piknik, hromadný útěk občanů Východního Německa přes rakousko-maďarské hranice
- 23. října – v den výročí Maďarského povstání, prozatímní prezident Mátyás Szűrös z balkónu u Országházu slavnostně vyhlašuje Třetí Maďarskou republiku
- 7. listopadu – rezignuje komunistická vláda NDR, ale přesto zůstává Egon Krenz, první tajemník SED hlavou státu
- 9. listopadu – pád Berlínské zdi, NDR otevírá hraniční přechody v Berlínské zdi, po desetiletích mohou občané NDR volně překračovat hranice, den na to začínají oslavující občané strhávat zeď
- 10. listopadu – po čtyřech a půl desetiletích vlády komunistické strany v Bulharsku odstupuje Todor Živkov a nahrazuje jej ministr zahraničí Petar Mladenov, strana je přejmenována na Socialistickou stranu Bulharska
- 28. listopadu – Náhorní Karabach byl vrácen Ázerbájdžánu
- 17. prosince – rumunský prezident Nicolae Ceauşescu dává rozkaz ke střelbě do demonstrantů v Temešváru, o týden později je i s manželkou popraven.
- Jásir Arafat byl v Tunisu jmenován exilovým prezidentem Palestiny
- Malta a Turecko členy EUROCONTROLu
- Nelson Mandela propuštěn z vězení
- na trh byl uveden počítač SAM Coupé
- silné zemětřesení v Kalifornii
- Jordánsko se formálně zřeklo území Předjordánska – vznik nezávislé Palestiny
- podepsána Basilejská úmluva – mezinárodní smlouva omezující pohyb nebezpečných odpadů přes hranice a jejich zneškodňování
- V Číně probíhaly Studentské protesty na náměstí Nebeského klidu
- V Německu založena firma Behringer Spezielle Studiotechnik GmbH
- kanonizace Anežky České

## Vědy a umění
- začal vznikat dnešní MacOS jako NeXTSTEP, objektově-orientovaný operační systém
- schválen jako ANSI X3.159-1989 „Programming Language C“ – viz Jazyk C
- v Berlíně proběhl první ročník festivalu Love Parade
- 18. říjen – start vesmírné sondy Galileo
- 17. prosince – začal se vysílat americký animovaný seriál Simpsonovi
- založena americká hudební skupina The Offspring
- vznikla legendární hra na NES Contra
- vznik kapely Nemesis…
- americká kapela Metallica vydala album …And Justice for All
- Michal David vydal desku Allegro, vydavatel: Supraphon

## Nobelova cena
- Nobelova cena za fyziku – Norman Foster Ramsey, Hans Georg Dehmelt, Wolfgang Paul
- Nobelova cena za chemii – Sidney Altman, Thomas R. Cech
- Nobelova cena za fyziologii a lékařství – J. Michael Bishop, Harold E. Varmus
- Nobelova cena za literaturu – Camilo José Cela
- Nobelova cena za mír – 14. dalajláma (Tändzin Gjamccho)
- Nobelova pamětní cena za ekonomii – Trygve Haavelmo

## Narození

### Česko
- 04. ledna
  - Filip Cíl, herec
  - Jan Hable, fotbalový záložník

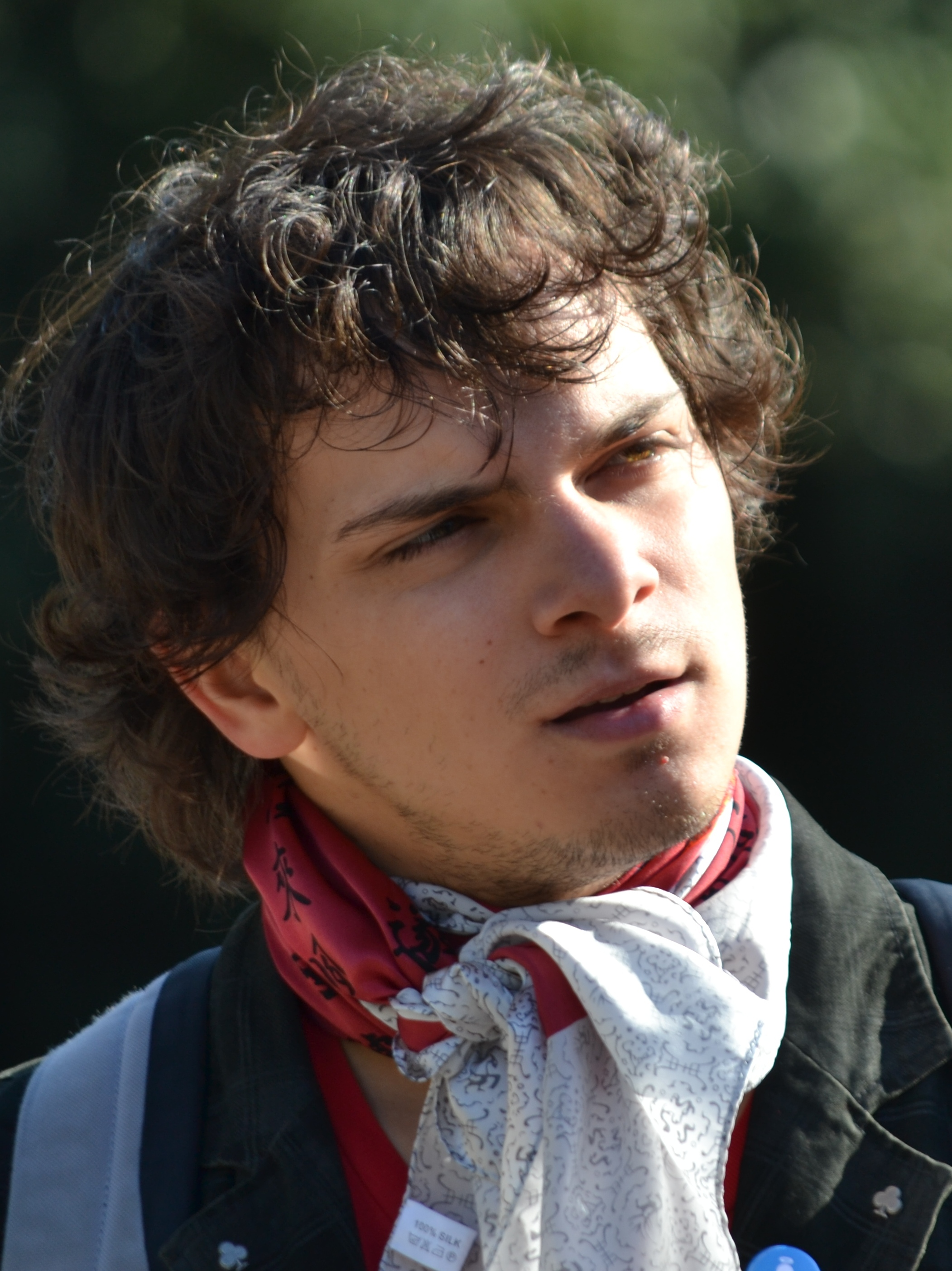
Filip Cíl (* 4. ledna)

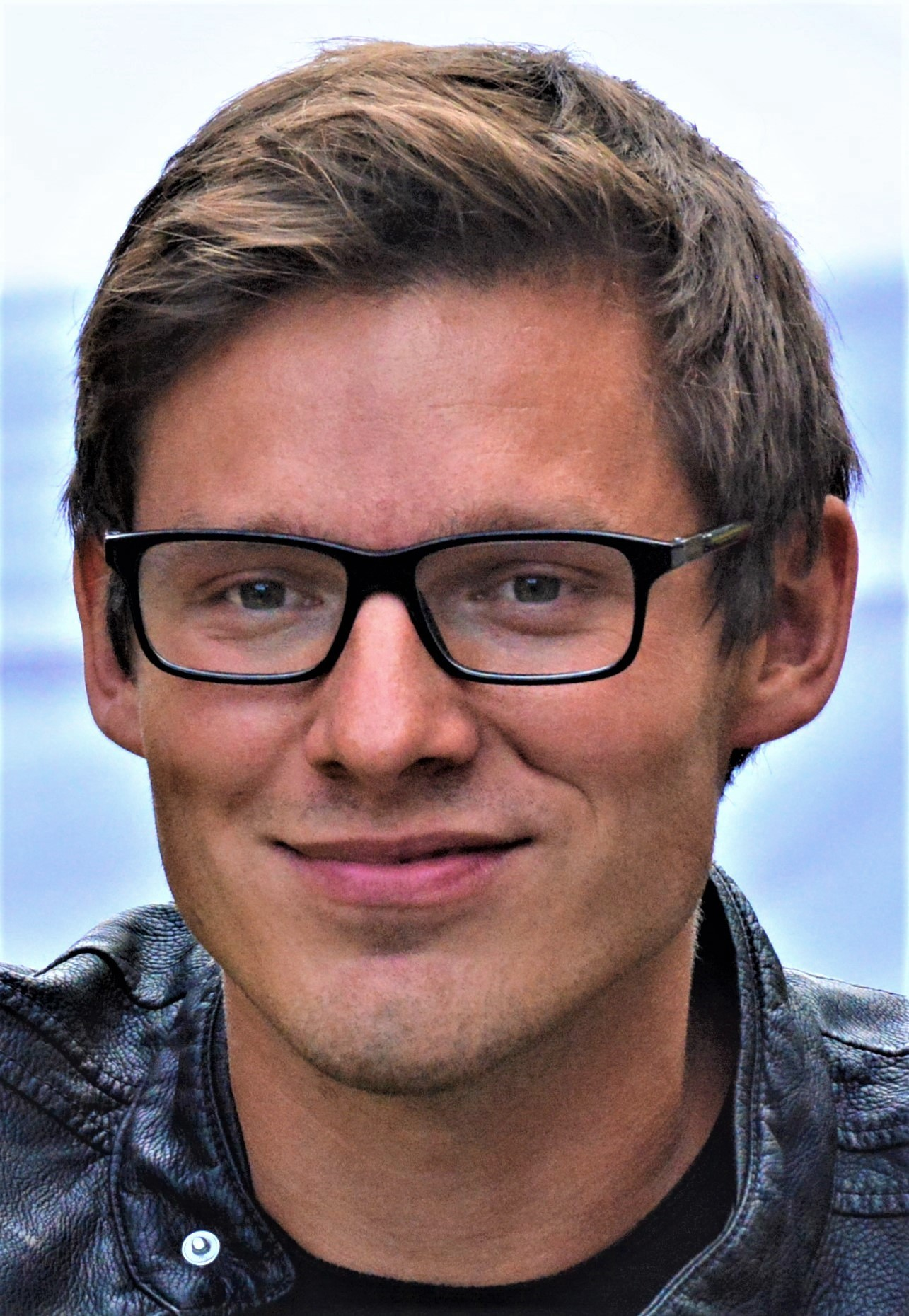
Pavel Callta (* 12. února)

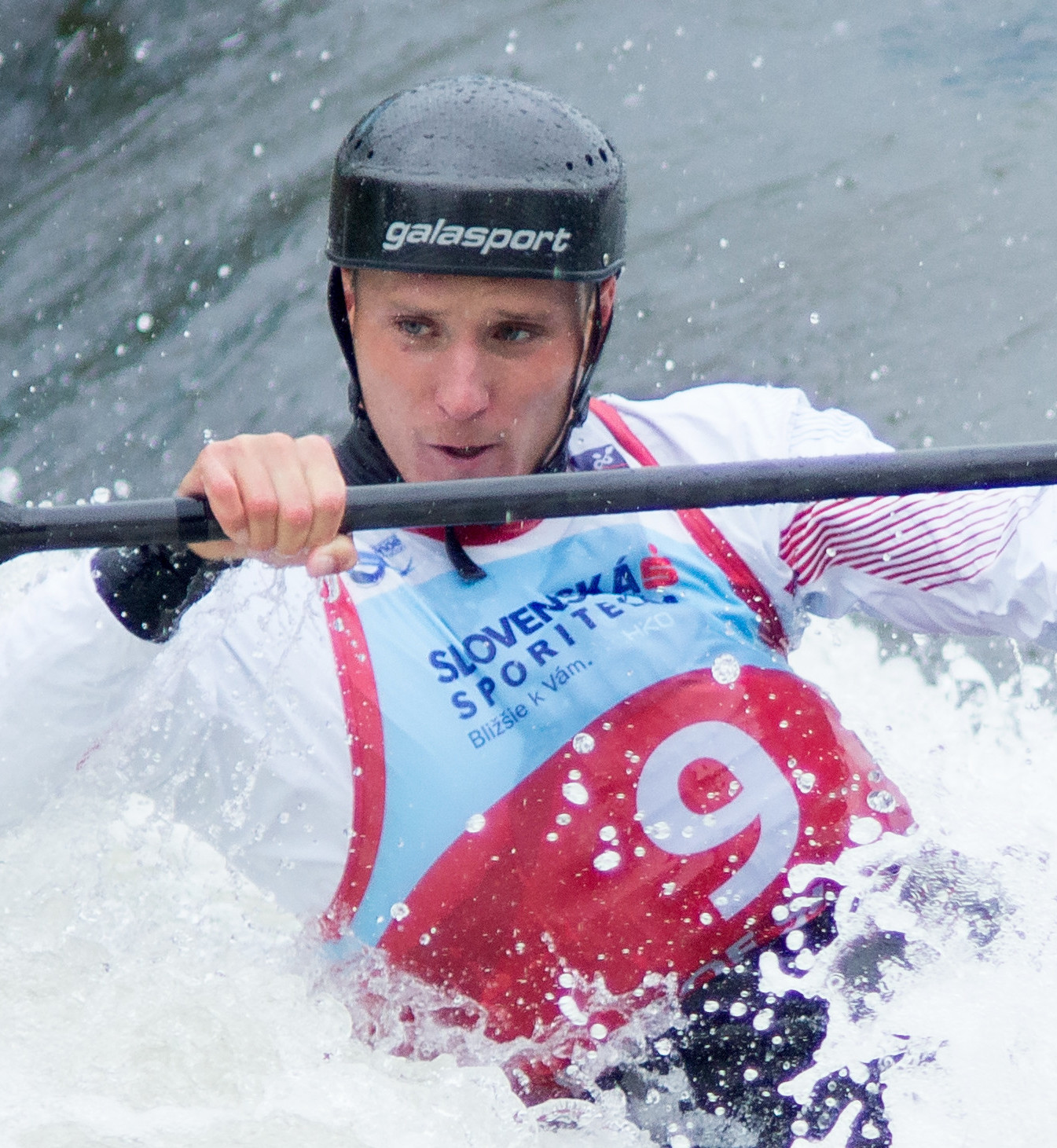
Vít Přindiš (* 14. dubna)

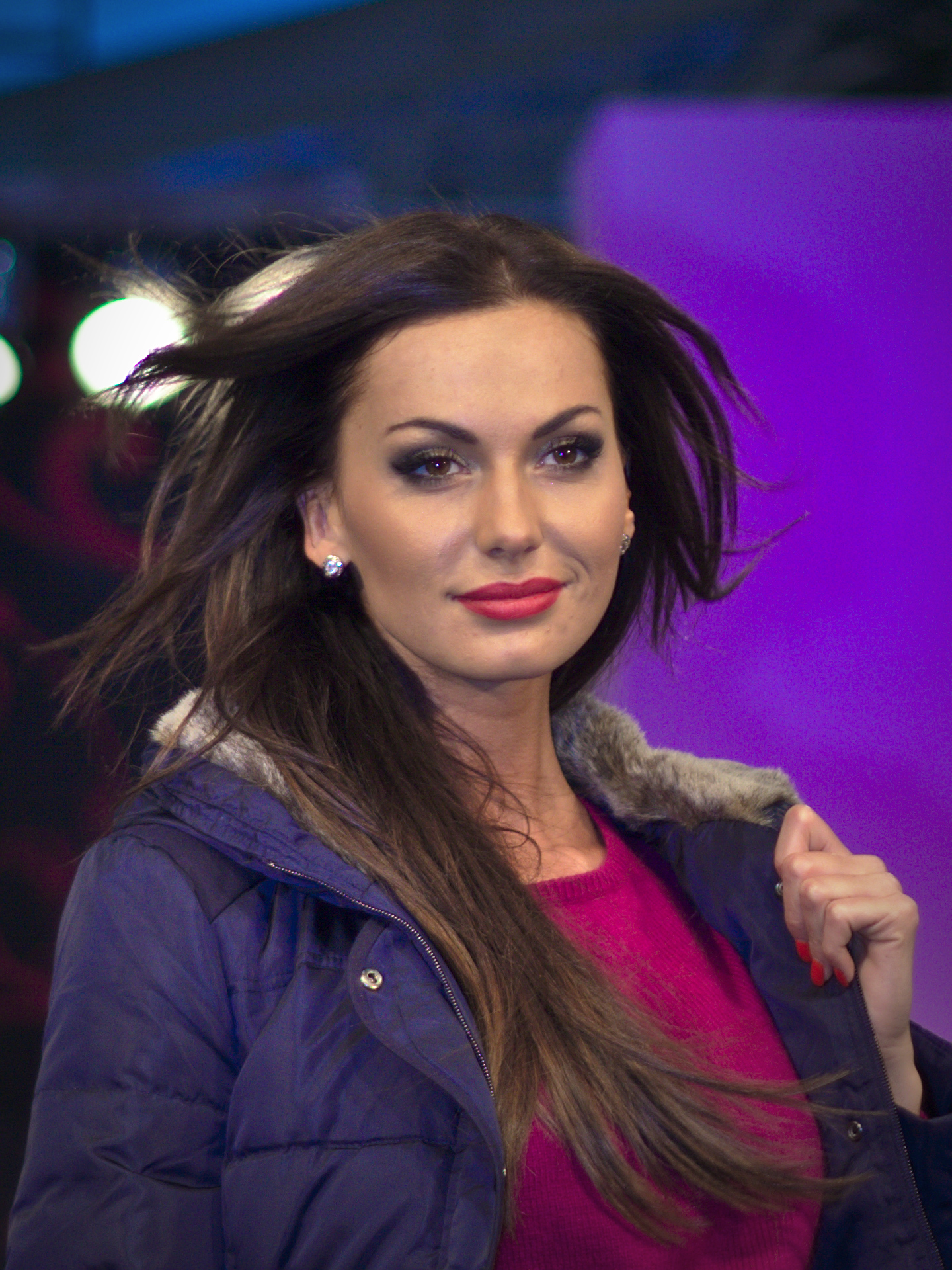
Eliška Bučková (* 23. července)

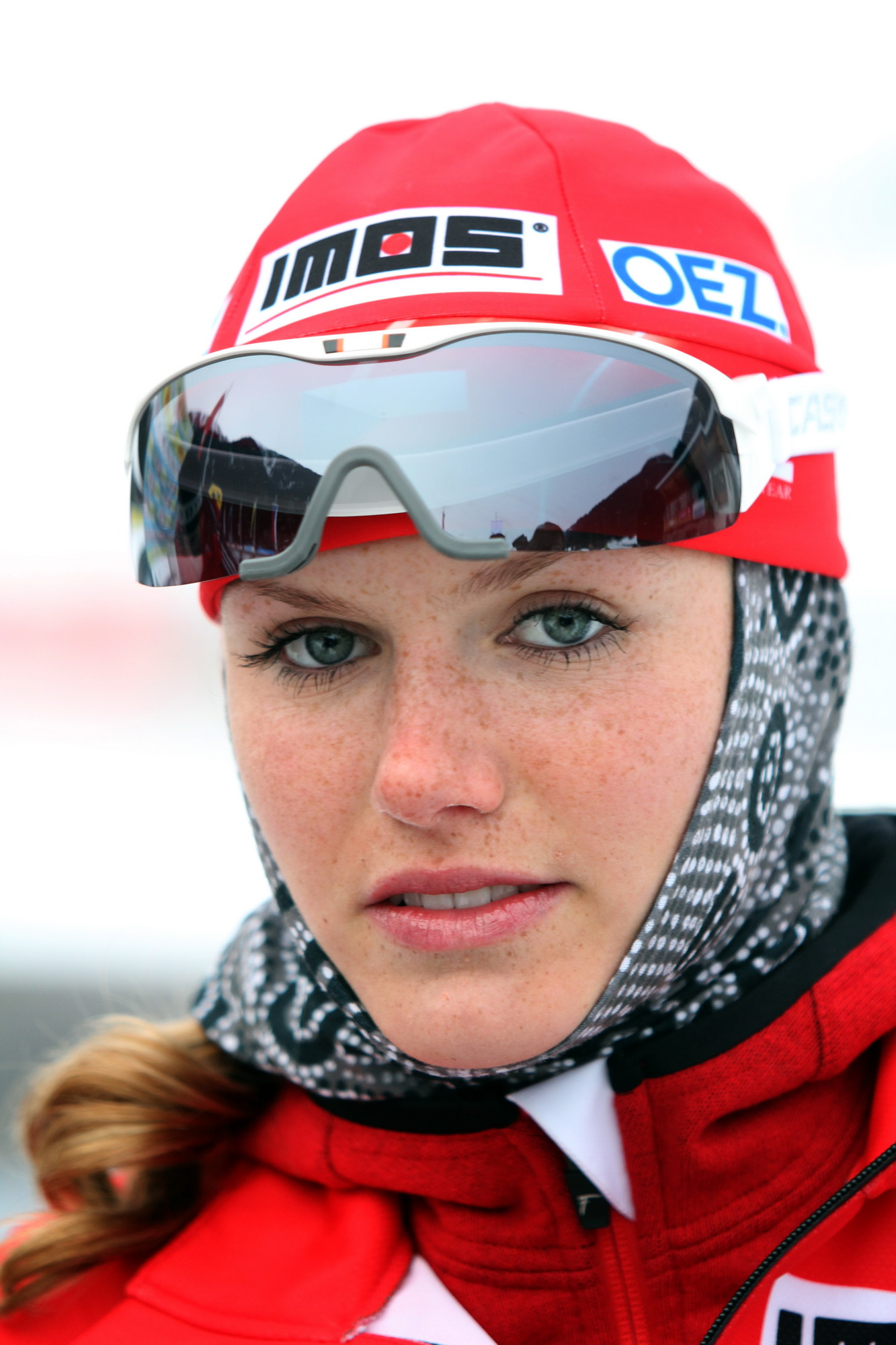
Gabriela Soukalová (* 1. listopadu)

- 06. ledna – Jan Barák, florbalový brankář
- 07. ledna – Radek Gulajev, fotbalový útočník
- 10. ledna – Robin Hanzl, hokejový útočník
- 14. ledna – Jiří Hendrich, hokejový obránce
- 16. ledna – Šárka Cojocarová, modelka
- 18. ledna – Daniel Hájek, orientační běžec
- 23. ledna – Vít Starý, zpěvák a kytarista
- 28. ledna – Anita Ešpandrová, herečka, modelka a dabérka
- 31. ledna – Kamila Kikinčuková, herečka
- 08. února – Jan Berger, hokejový útočník
- 12. února
  - Martin Berkovec, fotbalový brankář
  - Pavel Callta, zpěvák
- 14. února – Štěpán Koreš, fotbalový záložník
- 17. února
  - Albert Černý, zpěvák a kytaristka
  - Vladimír Růžička, hokejový centr
- 18. února – Beáta Kaňoková, česká herečka
- 19. února – Pavel Dvořák (fotbalista), fotbalový útočník
- 20. února – Petra Tenorová, herečka
- 24. února – Patrik Děrgel, herec a zpěvák
- 01. března – Lukáš Koranda, rychlostní kanoista.
- 03. března – Karel Heřmánek mladší, herec
- 06. března – Markéta Břízová, modelka
- 08. března – Tomáš Karel, kickboxer, pedagog a kaskadér
- 20. března – Daniel Madzia, paleontolog
- 22. března – Lukáš Klánský, klavírista
- 23. března – Radoslav Groh, skialpinista
- 24. března
  - Sandra Černodrinská, herečka
  - Viola Černodrinská, herečka
- 29. března – Adam Jílek, malíř a grafik
- 01. dubna
  - Jan Hošek, fotbalový obránce
  - Petr Hošek, fotbalový útočník
- 03. dubna – Matěj Jendrišák, florbalista, Iveta Korešová házenkářka
- 04. dubna – Kateřina Sokolová, česká Miss pro rok 2007
- 14. dubna – Vít Přindiš, vodní slalomář, kajakář
- 21. dubna – Jan Fischer mladší, syn předsedy vlády Jana Fischera
- 22. dubna
  - Radek Buchta, fotbalový obránce
  - Lukáš Droppa, fotbalový záložník a obránce
- 23. dubna – Nicole Vaidišová, tenistka, Martin Macík jezdec rallye
- 27. dubna – Jakub Heidenreich, fotbalový obránce
- 30. dubna – Michal Krpálek, judista
- 02. května – Petr Přindiš, hokejový obránce
- 06. května – Matěj Kvíčala, sáňkař
- 10. května – Hana Věrná, produkční, příležitostná modelka
- 14. května – Pavel Čermák, fotbalový obránce
- 16. května
  - Jaroslav Břeský, zpěvák
  - Jan Javůrek, fotbalový obránce a záložník
- 17. května – Tereza Fajksová, modelka
- 19. května
  - Lucie Faulerová, spisovatelka a redaktorka
  - Zdeněk Haselberger, rychlobruslař
- 20. května – Jan Eberle, hokejový útočník
- 24. května
  - Ladislav Brykner, házenkář
  - Tomáš Dočekal, fotbalový útočník
- 28. května – Denisa Dvořáková, topmodelka
- 30. května
  - Tereza Janišová, spisovatelka
  - Libor Kozák, fotbalový útočník
- 31. května – Josef Káles, politik a politolog
- 05. června – Marek Drtina, hokejový obránce
- 08. června
  - Jan Hromek, fotbalový záložník
  - Kateřina Šafránková, reprezentantka v hodu kladivem
- 13. června – Martin Klement, lední hokejista
- 18. června – Ondřej Čelůstka, fotbalový obránce
- 22. června – Jana Knedlíková, házenkářka
- 23. června – Nikol Kučerová, akrobatická lyžařka
- 04. července – Vojtěch Engelmann, fotbalista
- 05. července
  - Daniel Bartl, fotbalový záložník a obránce
  - Anet Jarolímová, florbalistka
- 08. července – Petr Filip, fotbalový obránce
- 09. července – Roman Koudelka, skokan na lyžích
- 13. července – Klára Křížová, alpská lyžařka
- 14. července – Marie Majkusová, herečka
- 19. července – Vít Budínský, hokejový útočník
- 21. červenec
  - Stanislav Hruška, youtuber a streamer
  - Patrik Kincl, zápasník MMA
- 23. července – Eliška Bučková, modelka a zpěvačka
- 29. července – Zuzana Juračková, modelka
- 30. července – Václav Čížek, hokejový obránce
- 06. srpna – Rudolf Červený, hokejový útočník
- 09. srpna – Jan Kopečný, herec a zpěvák
- 10. srpna – Radim Breite, fotbalový záložník
- 15. srpna – Jakub Voráček, lední hokejista
- 17. srpna – Martin Cikl, skokan na lyžích
- 21. srpna – Dan Houdek, fotbalový brankář
- 24. srpna – Rozita Erbanová, herečka
- 29. srpna – Vojtěch Hruban, basketbalista
- 02. září – Filip Koryta, básník, moderátor a hudebník
- 08. září
  - Michaela Burdová, spisovatelka
  - Martin Hunal, cyklista
- 10. září
  - Tomáš Fabián, fotbalový obránce
  - Milan Kerbr, fotbalový útočník
  - Marek Pavelec houslista
- 17. září – Pavel Dreksa, fotbalový obránce
- 23. září – Martin Dostál, fotbalový obránce
- 25. září – Silvie Rajfová, sportovní lezkyně a trenérka
- 28. září – Hana Kvášová, házenkářka
- 29. září – Štěpán Kacafírek, fotbalový útočník
- 02. října – Ladislav Martan, fotbalový útočník a záložník
- 07. října – Jan Chvála, bouldrista († 17. ledna 2021 Polička)
- 14. října – Kateřina Suchanová, rozená Elhotová, basketbalistka
- 22. října – Tereza Králová, atletka, kladivářka
- 26. října – Marek Kindel, fotbalista
- 01. listopadu – Gabriela Soukalová, biatlonistka
- 03. listopadu – Pavel Kulma, rychlobruslař
- 06. listopadu
  - Veronika Kašáková, modelka
  - Jana Peroutková novinářka a moderátorka
- 14. listopadu – Andrea Jirků, rychlobruslařka
- 15. listopadu – Aleš Bílík, herec
- 16. listopadu – Roman Jebavý, tenista
- 17. listopadu – Jiří Janoušek, fotbalista
- 24. listopadu – Martin Chodúr, zpěvák, skladatel, textař a hudebník
- 29. listopadu – Martin Jindráček, fotbalový útočník
- 16. prosince – Jiří Polnický, cyklokrosař
- 19. prosince – Iveta Halbichová, volejbalistka
- 23. prosince – Michal Bárta, fotbalový brankář
- 26. prosince – Tomáš Kundrátek, lední hokejista
- 0?
  - Ivana Fujáčková, orientační běžkyně
  - Jan Kolařík, podnikatel a programátor
  - Petra Růžičková, sportovní lezkyně

### Svět

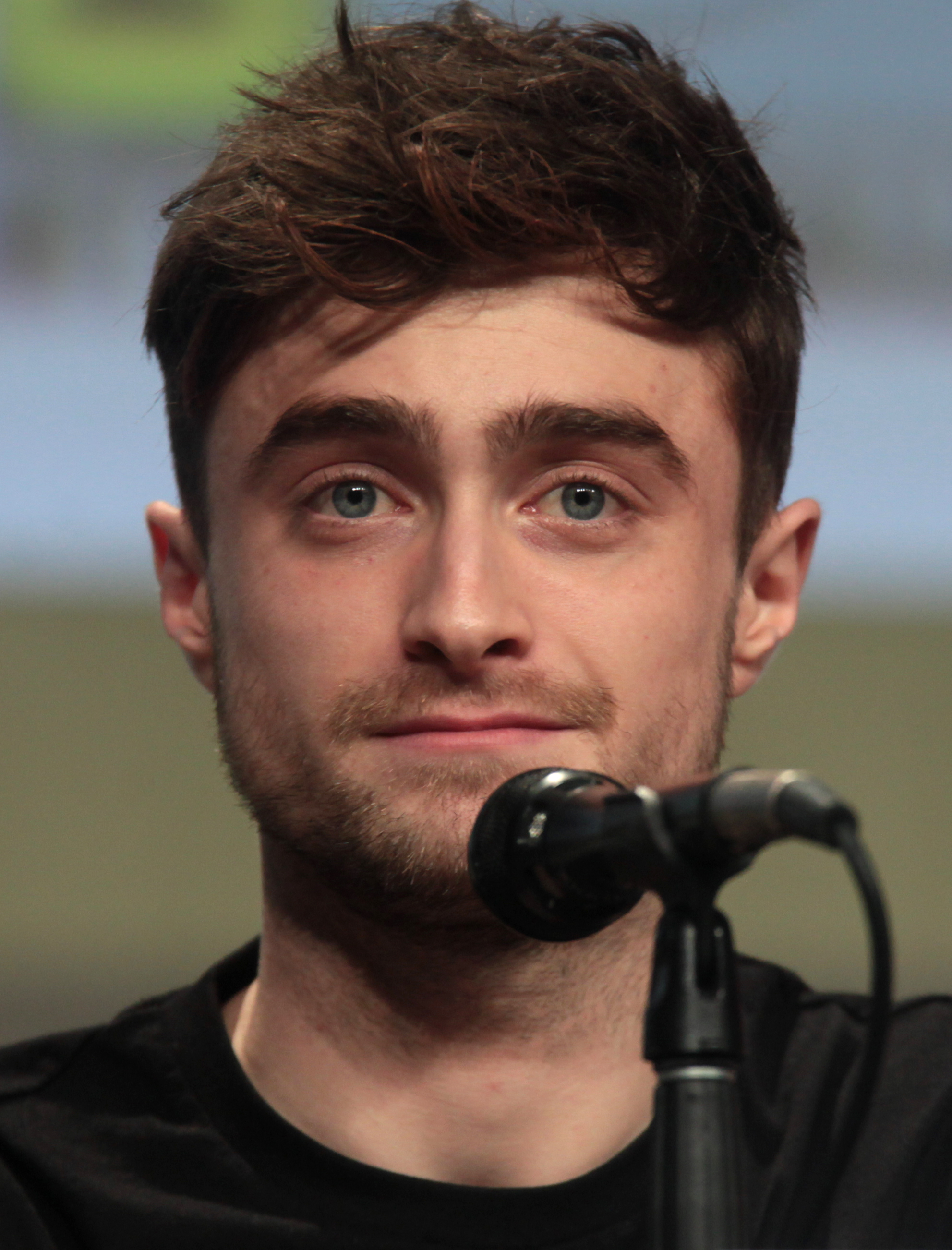
Daniel Radcliffe (* 29. července)

- 03. ledna – Kóhei Učimura, japonský gymnasta
- 6. ledna – Andy Carroll, anglický fotbalista
- 09. ledna – Michaëlla Krajiceková, nizozemská tenistka
- 11. ledna – Lappies Labuschagné, japonský ragbista
- 26. ledna – Lin Čching-feng, čínský vzpěrač
- 08. února – Min Hjon-pin, jihokorejský sportovní lezec
- 15. února – Mo Tche-pom, jihokorejský rychlobruslař
- 17. února – Chord Overstreet, americký herec a zpěvák
- 23. února – Courtney Lawes, anglický ragbista
- 25. února – I Sang-hwa, jihokorejská rychlobruslařka
- 27. února – Stephen Kiprotich, ugandský maratonec
- 06. března – Agnieszka Radwańská, polská tenistka
- 14. března – Levani Botia, fidžijský ragbista
- 19. března – Vincent Hancock, sportovní střelec
- 23. března – Jerry Tuwai, fidžijský sedmičkový ragbista
- 24. března – Aziz Šaveršijan, australský bodybuilder a internetová celebrita († 5. srpna 2011)
- 07. dubna – Čung Čchi-sin, čínský sportovní lezec
- 19. dubna – Genoveva Añonmaová, fotbalistka z Rovníkové Guiney
- 25. dubna – Michael van Gerwen, nizozemský šipkař
- 1. května – Emma Wikén, švédská běžkyně na lyžích
- 2. května – Allison Pineauová, francouzská házenkářka
- 3. května – Katinka Hosszúová, maďarská plavkyně
- 4. května – Rory McIlroy, severoirský golfista
- 5. května – Anna Hasselborgová, švédská hráčka curlingu
- 6. května – I S’-ling, čínská sportovní střelkyně
- 10. května – Marrit Leenstraová, švédská rychlobruslařka
- 29. května – Jegor Trapeznikov, ruský horolezec
- 9. června – Konstantin Sergejevič Semjonov, ruský volejbalista
- 13. června – Ryan McDonagh, americký lední hokejista
- 15. června – Alex Puccio, americká sportovní lezkyně
- 18. června – Pierre-Emerick Aubameyang, gabonský fotbalista
- 2. července – Alex Morganová, americká fotbalistka
- 08. července – Mélissa Le Nevé, francouzská sportovní lezkyně
- 10. července – Alan Douglas Borges de Carvalho, brazilský fotbalista
- 11. července – Martin Kližan, slovenský tenista
- 12. července – Rose Chelimová, bahrajnská maratonkyně
- 15. července – Jana Gantnerová, slovenská sjezdová lyžařka
- 16. července – Gareth Bale, velšský fotbalista
- 18. července – Jamie Benn, kanadský lední hokejista
- 20. července – Elnaz Rekabi, íránská sportovní lezkyně
- 23. července – Daniel Radcliffe, britský herec
- 01. srpna
  - Daniel Woods, americký bouldrista
  - Raman Bandarenka, běloruský malíř zavražděn během protestů proti režimu († 12. listopadu 2020)
- 6. srpna – Justin Tipuric, velšský ragbista
- 11. srpna – Julio César La Cruz, kubánský boxer
- 18. srpna – Willie le Roux, jihoafrický ragbista
- 21. srpna
  - Charlison Benschop, nizozemský fotbalista
  - Rob Knox, zavražděný britský herec († 24. května 2008)
- 22. srpna – Jekatěrina Kiprijanovová, ruská sportovní lezkyně
- 30. srpna – Bebe Rexha, americká zpěvačka a písničkářka
- 01. září
  - Bill Kaulitz, německý zpěvák (skupina Tokio Hotel)
  - Tom Kaulitz, německý kytarista (skupina Tokio Hotel)
  - Kelsey Serwaová, kanadská akrobatická lyžařka
- 02. září – Richard Kilty, britský atlet, sprinter
- 8. září – Bernard Foley, australský ragbista
- 17. září – Peter O'Mahony, irský ragbista
- 18. září – Serge Ibaka, španělský basketbalista
- 21. září – Světlana Romašinová, synchronizovaná plavkyně
- 30. září – Joel González, španělský taekwondista
- 02. října
  - Aymen Tahar, anglicko-alžírský fotbalista
  - Marlie Packerová, anglická ragbistka
- 06. října – Arquímedes Figuera, venezuelský fotbalista
- 16. října – Dan Biggar, velšský ragbista
- 20. října – Mare Dibabaová, etiopská maratonkyně
- 24. října – PewDiePie, švédský YouTuber
- 29. října – Primož Roglič, slovinský cyklista
- 3. listopadu – Alexander Brouwer, nizozemský plážový volejbalista
- 04. listopadu – Christopher Telo, švédský fotbalista
- 07. listopadu – Džiugas Bartkus, litevský fotbalista
- 10. listopadu
  - Martin Sinković, chorvatský veslař
  - Ashari Fajri, indonéský sportovní lezec
  - Taron Egerton, anglický herec
- 11. listopadu – Joan Guillem Truyols, španělský fotbalista
- 30. listopadu – I Čung-so, jihokorejský shorttrackař
- 1. prosince – Vasil Kakovin, gruzínský ragbista
- 13. prosince – Taylor Swift, americká zpěvačka a herečka
- 22. prosince – Jordin Sparks, americká herečka
- 26. prosince – Yohan Blake, běžec na 100 a 200 metrů

## Úmrtí

### Česko

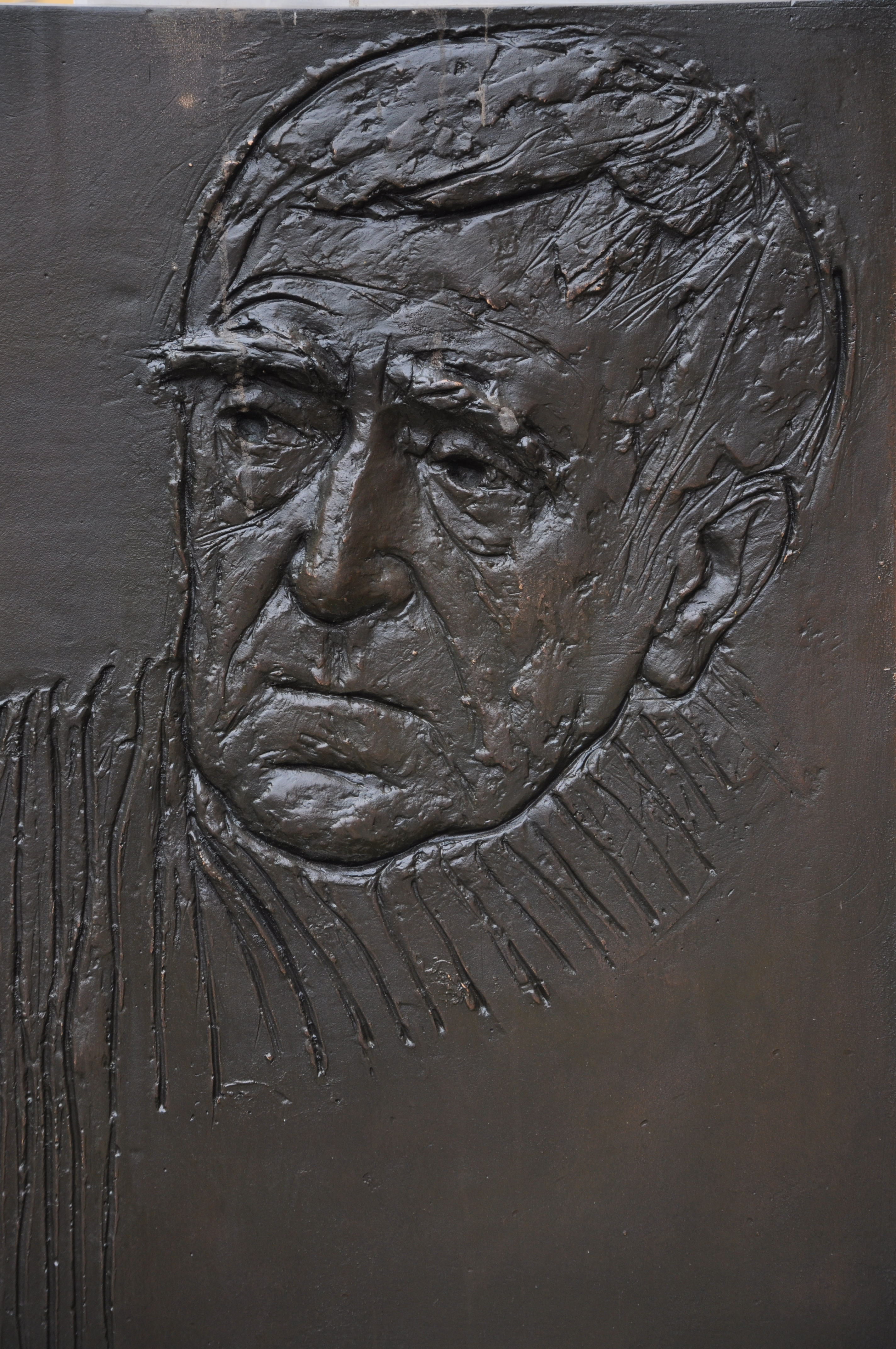
Jan Skácel († 7. listopadu)

- 14. ledna – Bohuslav Blažej, knižní grafik a typograf (* 31. března 1932)
- 19. ledna – Václav Kejř, nejvyšší představitel Českobratrské církve evangelické (* 15. října 1904)
- 23. ledna – Vilém Hejl, prozaik, scenárista a překladatel (* 24. září 1934)
- 31. ledna – Josef Budský, herec, divadelní režisér a zpěvák (* 11. června 1911)
- 1. února – Karel Bodlák, učitel a spisovatel (* 3. listopadu 1903)
- 7. února – Josef Kábrt, malíř, grafik, ilustrátor, animátor, režisér a scenárista (* 14. října 1920)
- 10. února – Andrej Žiak, politik (* 24. října 1900)
- 23. února – Jaroslav Volek, estetik, muzikolog a sémiotik (* 15. července 1923)
- 24. února – Miroslav Skála, spisovatel a novinář (* 6. dubna 1924)
- 2. března – Eduard Dubský, herec (* 19. listopadu 1911)
- 6. března – Bohumil Šmída, filmový herec a produkční (* 16. ledna 1914)
- 7. března – Karel Velebný, jazzový hudebník, herec a hudební pedagog (* 17. března 1931)
- 12. března – Lubomír Kafka, baletní tanečník (* 23. dubna 1956)
- 27. března – Vojta Nolč, malíř, grafik (* 18. března 1912)
- 28. března – Antonín Rýgr, fotbalový reprezentant (* 15. srpna 1921)
- 31. března – Ruda Šváb, akademický malíř, ilustrátor, grafik a typograf (* 29. září 1909)
- 5. dubna – Karel Zeman, filmový režisér, výtvarník, loutkář (* 3. listopadu 1910)
- 7. dubna – Theodor Martinec, mikrobiolog, rektor Masarykovy univerzity Brno (* 13. listopadu 1909)
- 8. dubna – Zdeněk Šmíd, překladatel ze španělštiny (* 5. června 1908)
- 16. dubna – Petr Nevod, ekonom a spisovatel (* 8. června 1922)
- 18. dubna – Vlasta Matulová, herečka (* 31. října 1918)
- 24. dubna – Václav Baumann, letec v RAF (* 24. srpna 1918)
- 27. dubna – Jarmila Kalousková, sinoložka a lingvistka (* 31. prosince 1908)
- 3. května – Zdeněk Frolík, matematik (* 10. března 1933)
- 11. května – Jitka Snížková, muzikoložka, skladatelka, klavíristka a cembalistka (* 14. září 1924)
- 15. května – Josef Kudrna, ministr vnitra (* 1. září 1920)
- 17. května
  - Ota Hofman, spisovatel a scenárista (* 10. dubna 1928)
  - Karel Jiráček, spisovatel, ochotnický divadelní režisér (* 15. července 1900)
- 20. května – Pavel Juráček, filmový režisér (* 2. srpna 1935)
- 4. června – Václav Kašlík, dirigent, skladatel a režisér (* 28. září 1917)
- 9. června – Karel Dvořák, literární historik, folklorista a překladatel (* 28. května 1913)
- 26. června – Jakub Antonín Zemek, převor dominikánského kláštera ve Znojmě (* 15. července 1914)
- 7. srpna – Jan Viktor Mládek, americký ekonom polsko-českého původu (* 7. prosince 1911)
- 8. srpna – Jiří Šotola, literát (* 28. května 1924)
- 10. srpna – Jiří Vošta, fotbalový brankář (* 3. červenec 1944)
- 16. srpna – Emanuel Hruška, architekt (* 31. ledna 1906)
- 6. září – Dagmar Pistorová, herečka (* 1. března 1929)
- 13. září – Jehuda Kurt Unger, český, později izraelský architekt (* 3. června 1907)
- 19. září
  - Jiří Bělka, televizní režisér (* 7. dubna 1929)
  - Jaromír Fučík, překladatel z italštiny (* 13. ledna 1899)
- 29. září – Miloš Sovák, zakladatel československé logopedie (* 15. dubna 1905)
- 2. října – Václav Škoda, komunistický politik (* 14. července 1913)
- 6. října
  - František Faltus, konstruktér a znalec v oboru ocelových konstrukcí (* 5. ledna 1901)
  - Jaromír Korčák, geograf, demograf a statistik (* 12. července 1895)
- 13. října – Václav Brabec-Baron, fotbalový reprezentant (* 19. prosince 1906)
- 19. října
  - Karel Václav Štěpka, hudební skladatel (* 31. května 1908)
  - Lev Šimák, malíř (* 3. března 1896)
- 20. října – Jiří Kořínek, esperantista a překladatel (* 1. října 1906)
- 28. října – Milan Hübl, historik, vysokoškolský učitel, akademik a politik (* 27. ledna 1927)
- 29. října – Rudy Kovanda, bavič, zpěvák a sportovec (* 21. února 1949)
- 4. listopadu – Bohumil Váňa, stolní tenista, několikanásobný mistr světa (* 17. ledna 1920)
- 5. listopadu – Jan Šprincl, filolog, překladatel z řečtiny a latiny a básník (* 1. září 1917)
- 7. listopadu – Jan Skácel, spisovatel (* 7. února 1922)
- 8. listopadu
  - Josef Ehm, fotograf, pedagog a redaktor (* 1. srpna 1909)
  - František Adámek, bankovní úředník a archeolog (* 16. října 1907)
- 12. listopadu – František Vlček, generální vikář litoměřické diecéze (* ? 1903)
- 14. listopadu – Jaroslav Soukup, kněz, misionář v Peru a botanik (* 10. března 1902)
- 16. listopadu – Marie Uchytilová, sochařka (* 17. ledna 1924)
- 21. listopadu – Valentina Kameníková, klavíristka a hudební pedagožka (* 20. prosince 1930)
- 23. listopadu – Jiří Baumruk, basketbalista (* 27. června 1930)
- 26. listopadu – Jura Sosnar-Honzák, komunistický odbojář a politik (* 20. května 1914)
- 30. listopadu – Josef Klíma, asyriolog (* 16. listopadu 1909)
- 6. prosince – Robert Kalivoda, filozof a historik (* 11. prosince 1923)
- 8. prosince – Emanuela Kittrichová, architektka, návrhářka bytového zařízení a publicistka (* 10. ledna 1909)
- 13. prosince – Jan Petr, lingvista-slavista (* 23. září 1931)
- 17. prosince – Antonín Hájek, zpěvák, skladatel, kontrabasista a baskytarista, textař (* 14. ledna 1944)
- 18. prosince – Zdeněk Němeček, sochař (* 16. listopadu 1931)
- 19. prosince – Óndra Łysohorsky, lašský básník (* 6. června 1905)
- 24. prosince – Zdeněk Kolářský, houslista a houslový pedagog (* 24. září 1898)
- 29. prosince – Alexandr Večtomov, violoncellista (* 12. listopadu 1930)
- 30. prosince – Viktor Palivec, básník, heraldik, knihovník a bibliograf (* 23. prosince 1908)
- ? – Marie Stachová, fotografka (* 1907)
- ? – Karel Hora, voják, odbojář, legionář (* 2. prosince 1908)
- ? – Slávka Hamouzová, herečka a zpěvačka (* 23. listopadu 1909)

### Svět
- 3. ledna

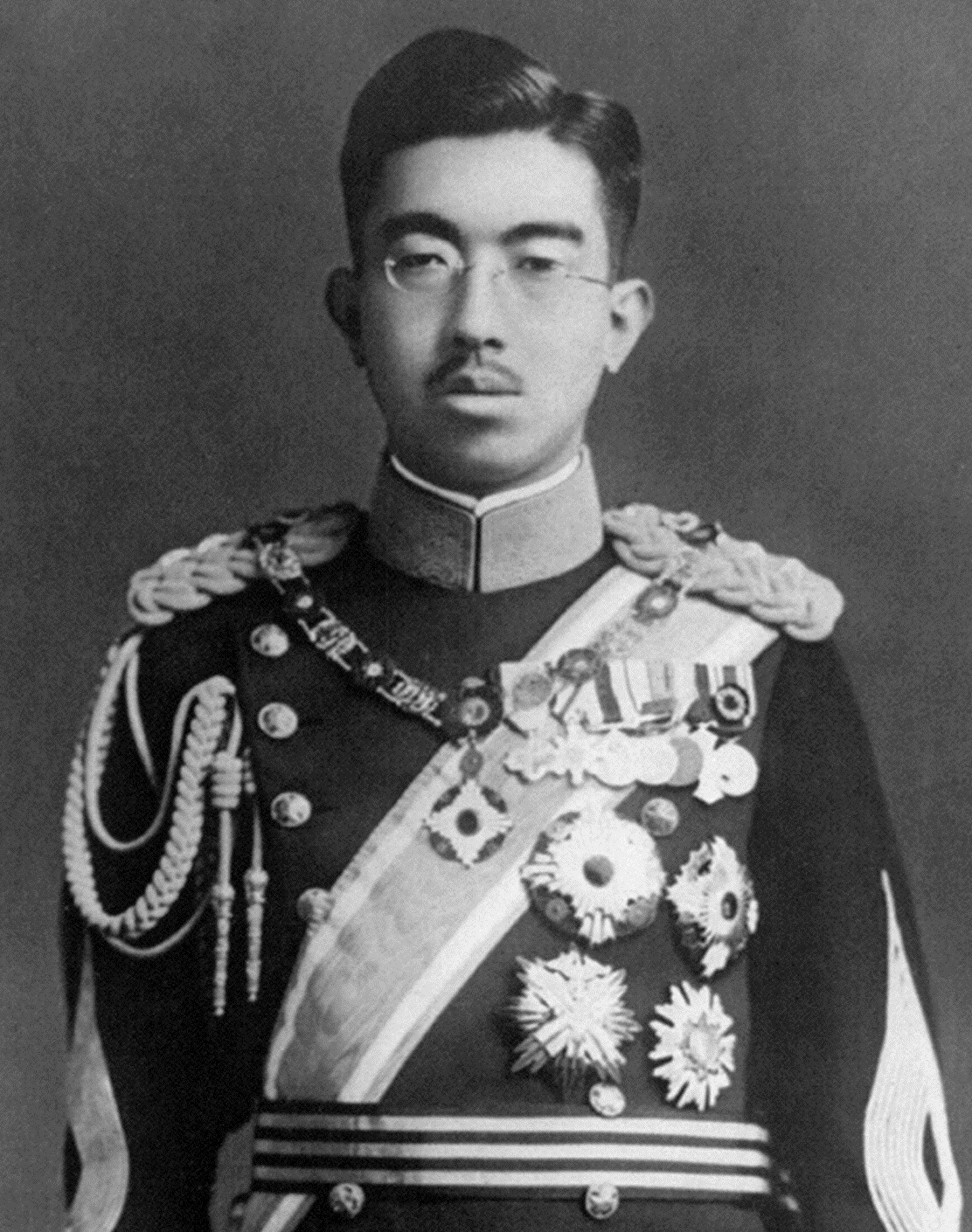
Hirohito († 7. ledna)

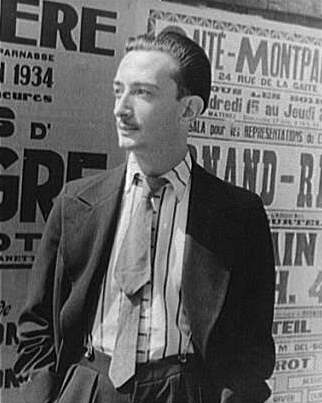
Salvador Dalí († 23. ledna)

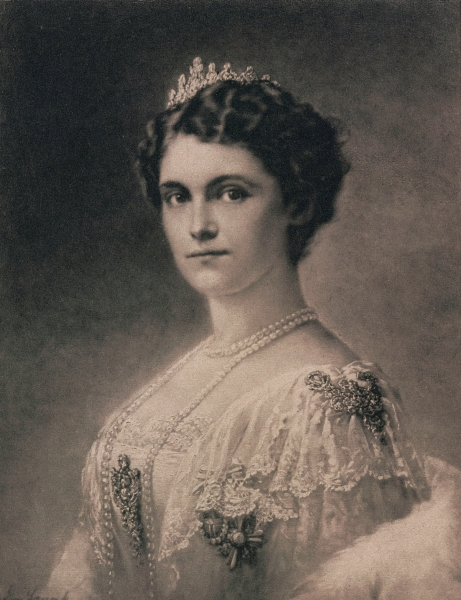
Zita Bourbonsko-Parmská († 14. března)

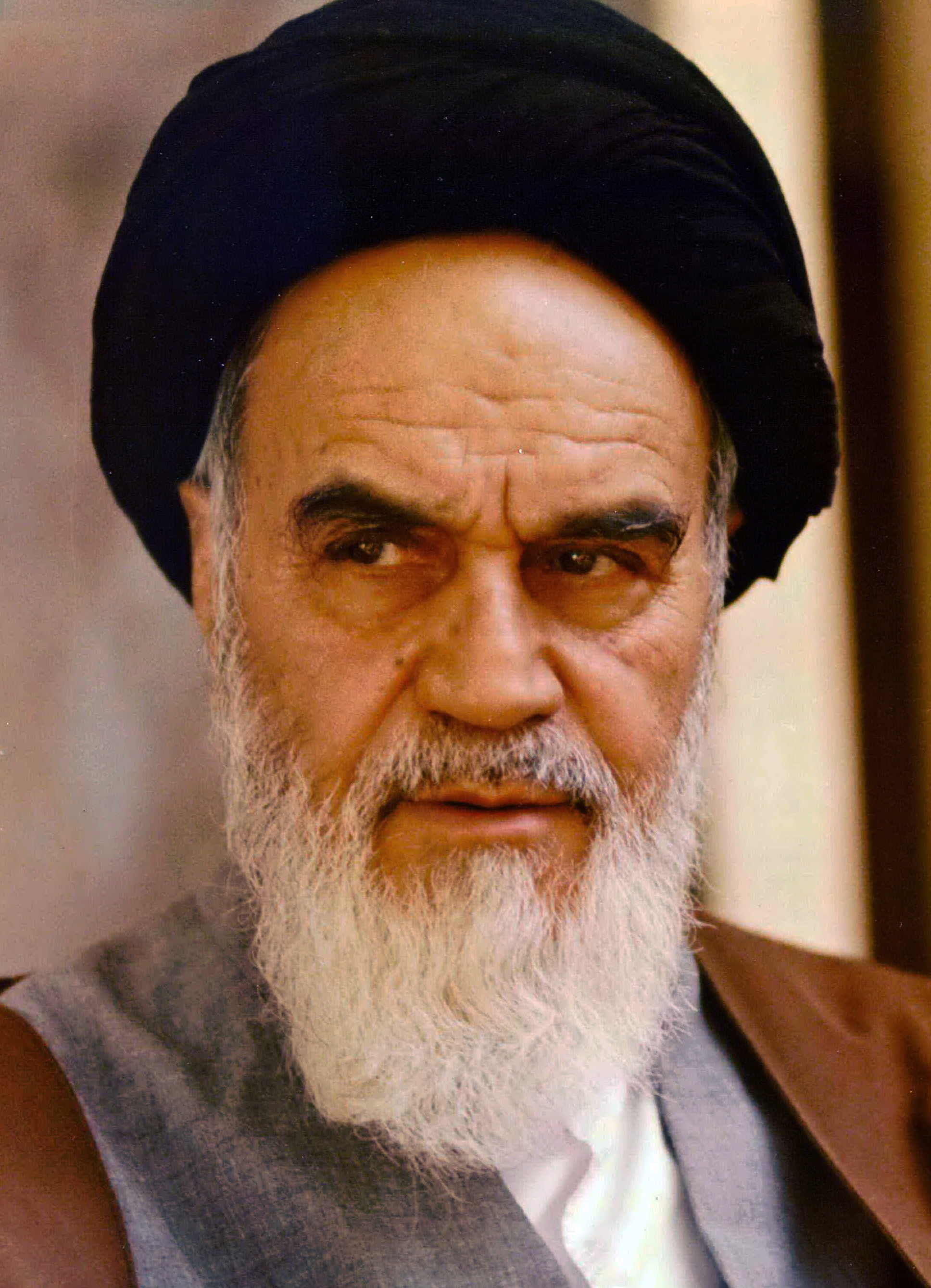
Rúholláh Chomejní († 3. června)

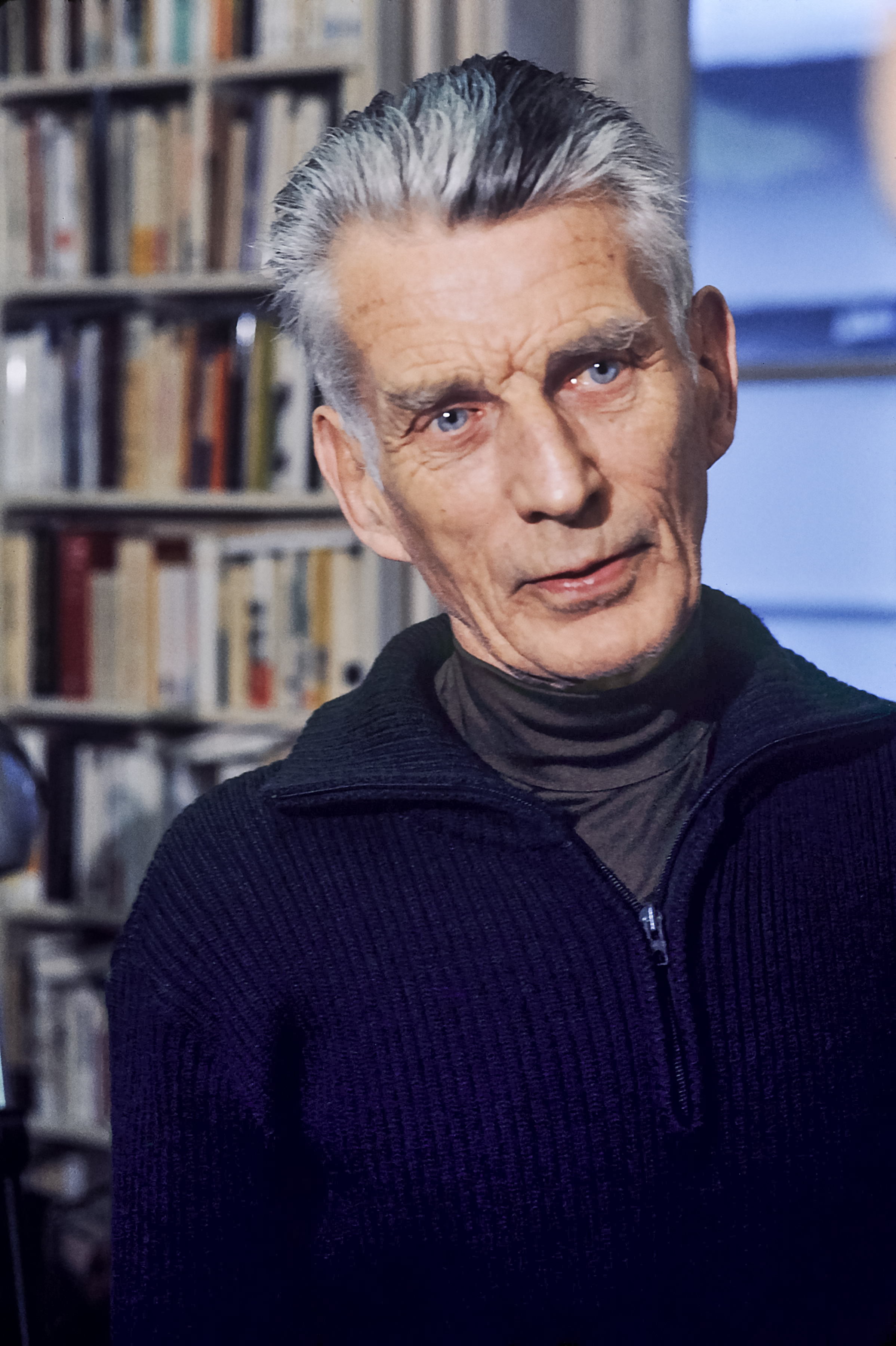
Samuel Beckett († 22. prosince)

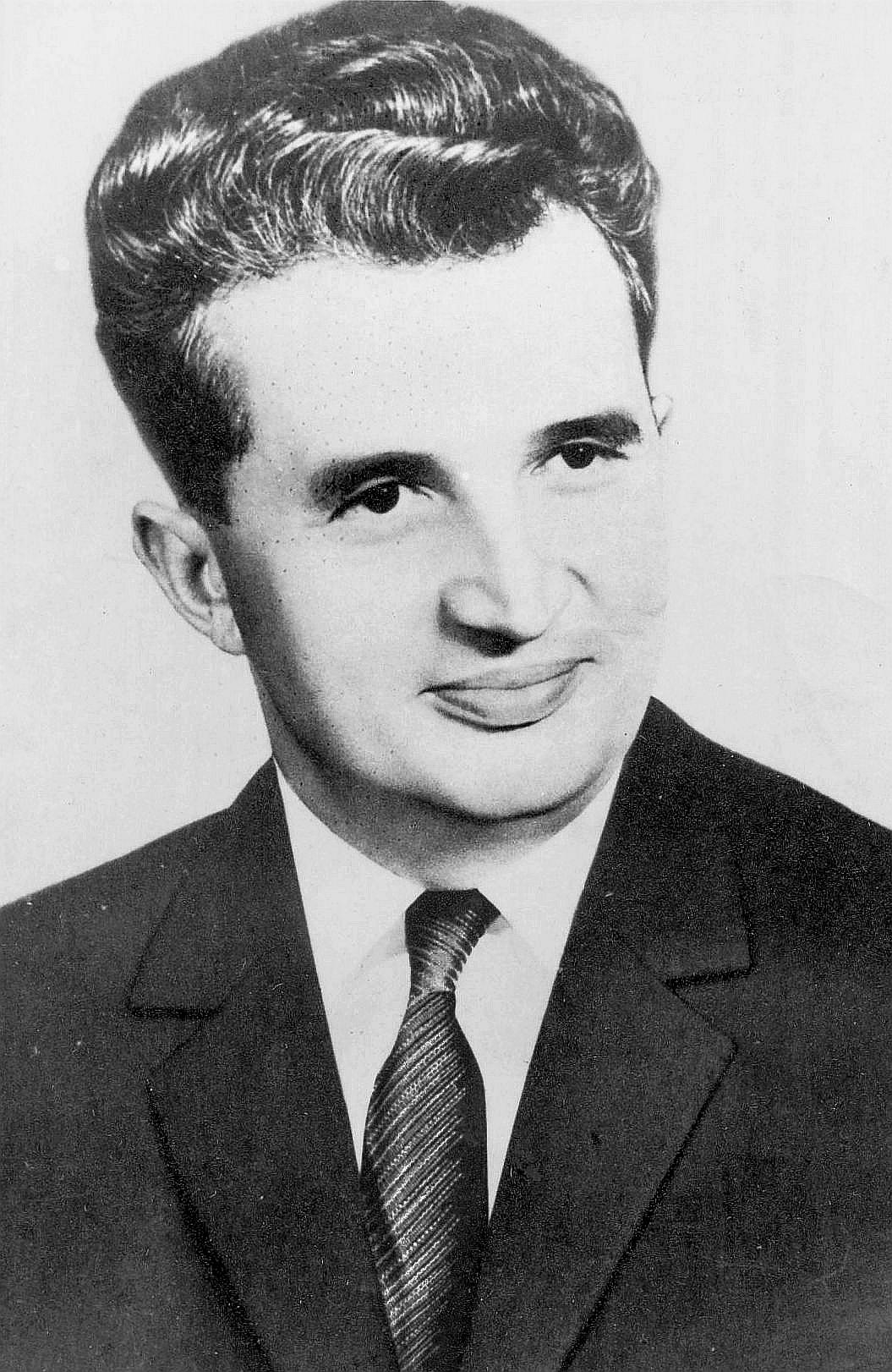
Nicolae Ceaușescu († 25. prosince)

  - Eddie Heywood, americký jazzový klavírista (* 4. prosince 1915)
  - Sergej Sobolev, ruský matematik (* 6. října 1908)
- 6. ledna – Edmund Ronald Leach, britský antropolog (* 7. listopadu 1910)
- 7. ledna
  - Hirohito (posmrtně Šówa), japonský císař (* 29. dubna 1901)
  - Marijan Brecelj, národní hrdina Jugoslávie (* 23. dubna 1910)
  - Manfred Kochen, americký informatik rakouského původu (* 4. července 1928)
- 8. ledna – Frank Sullivan, kanadský hokejista, zlato na OH 1928 (* 26. července 1898)
- 10. ledna – Valentin Gluško, sovětský konstruktér raketových motorů (* 2. září 1908)
- 4. února – Trevor Lucas, folkový hudebník australského původu (* 25. prosince 1943)
- 11. února – Leon Festinger, americký sociální psycholog (* 8. května 1919)
- 13. února – Evženie Řecká a Dánská, vévodkyně z Castel Duino (* 10. února 1910)
- 20. ledna – Józef Cyrankiewicz, polský komunistický politik, předseda vlády (* 23. dubna 1911)
- 21. ledna – Čhökji Gjalcchän, desátý tibetský pančhenlama (* 19. února 1938)
- 23. ledna – Salvador Dalí, katalánský surrealistický malíř (* 11. května 1904)
- 24. ledna – Les Spann, americký jazzový kytarista a flétnista (* 23. května 1932)
- 27. ledna – Thomas Sopwith, britský podnikatel v letectví a jachtař (* 18. ledna 1888)
- 28. ledna – Halina Konopacka, polská olympijská vítězka v hodu diskem (* 26. února 1900)
- 3. února – John Cassavetes, americký filmový režisér, herec a scenárista (* 9. prosince 1929)
- 9. února – Osamu Tezuka, japonský umělec (* 3. listopadu 1928)
- 12. února – Thomas Bernhard, rakouský spisovatel a dramatik (* 9. února 1931)
- 14. února – Vincent Crane, britský hráč na klávesové nástroje (* 21. května 1943)
- 17. února – Guy Laroche, francouzský módní návrhář (* 16. července 1921)
- 22. února – Sándor Márai, maďarský spisovatel (* 11. dubna 1900)
- 24. února – Martin Kusý, slovenský architekt (* 14. listopadu 1916)
- 26. února – Roy Eldridge, americký trumpetista (* 30. ledna 1911)
- 27. února – Konrad Lorenz, rakouský zoolog (* 7. listopadu 1903)
- 2. března – Gejza Medrický, slovenský politik, ministr hospodářství slovenského státu (* 12. listopadu 1901)
- 3. března – Vytautas Vičiulis, litevský umělec (* 4. října 1951)
- 8. března
  - Herbert Wotte, německý spisovatel a historik umění (* 12. března 1909)
  - Jelizaveta Bykovová, sovětská šachistka (* 4. listopadu 1904)
- 9. března – Robert Mapplethorpe, americký portrétní fotograf (* 4. listopadu 1946)
- 14. března – Zita Bourbonsko-Parmská, poslední císařovna rakouská, královna česká a uherská (* 9. května 1892)
- 29. března – Bernard Blier, francouzský herec (* 11. ledna 1916)
- 5. dubna – Frank Foss, americký olympijský vítěz ve skoku o tyči 1920 (* 9. května 1895)
- 16. dubna – Harald Edelstam, švédský diplomat (* 17. března 1913)
- 19. dubna – Daphne du Maurier, anglická spisovatelka (* 13. května 1907)
- 22. dubna – Emilio Gino Segrè, italský fyzik (* 1. února 1905)
- 26. dubna – Lucille Ballová, americká komediální herečka (* 6. srpna 1911)
- 30. dubna – Sergio Leone, italský filmový režisér a scenárista (* 3. ledna 1929)
- 1. května
  - František Graus, německý historik (* 14. prosince 1921)
  - Edward Ochab, prezident Polska (* 16. srpna 1906)
- 8. května – Andreas Hillgruber, německý historik (* 18. ledna 1925)
- 9. května – Karl Brunner, švýcarský ekonom (* 16. února 1916)
- 10. května
  - Hassler Whitney, americký matematik (* 23. března 1907)
  - Dominik Tatarka, slovenský spisovatel a disident (* 14. března 1913)
  - Woody Shaw, americký jazzový hudební skladatel, hráč na trubku (* 24. prosince 1944)
- 20. května – John Hicks, britský ekonom (* 8. dubna 1904)
- 26. května – Phineas Newborn, americký jazzový klavírista (* 14. prosince 1931)
- 29. května
  - John Cipollina, americký kytarista (* 24. srpna 1943)
  - George Caspar Homans, americký sociolog (* 11. srpna 1910)
- 30. května – Zinka Milanov, operní sopranistka původem z Chorvatska (* 17. května 1906)
- 3. června – Rúholláh Chomejní, šíitský vůdce protišáhovské revoluce v Íránu (* 24. září 1900)
- 4. června – Cecil Collins, anglický malíř a grafik (* 23. března 1908)
- 9. června – George Wells Beadle, americký genetik, Nobelova cena za chemii 1958 (* 22. října 1903)
- 12. června – Princezna Niloufer, osmanská princezna a vnučka sultána Murada V. (* 4. ledna 1916)
- 16. června – Helga Haaseová, německá rychlobruslařka, olympijská vítězka (* 9. června 1934)
- 17. června – Stanley Griggs, americký astronaut (* 7. září 1937)
- 19. června – Betti Alverová, estonská básnířka (* 23. listopadu 1906)
- 21. června – Lee Calhoun, americký dvojnásobný olympijský vítěz v běhu na 110 m překážek (* 23. února 1933)
- 23. června – Michel Aflak, arabský politik a zakladatel strany Baas (* 1910)
- 27. června – Alfred Jules Ayer, anglický filozof (* 29. října 1910)
- 1. července – Benjámin Ferenc Rajeczky, maďarský kněz, hudební historik, muzikolog (* 11. listopadu 1901)
- 2. července
  - Wilfrid Sellars, americký filozof (* 20. května 1912)
  - Andrej Andrejevič Gromyko, sovětský politik, ministr zahraničních věcí (* 18. července 1909)
  - Hilmar Baunsgaard, premiér Dánska (* 26. února 1920)
- 6. července
  - Jean Bouise, francouzský herec (* 3. června 1929)
  - János Kádár, maďarský premiér (* 26. května 1912)
- 10. července – Mel Blanc, americký herec, komik, zpěvák a rozhlasový hlasatel (* 30. květen 1908)
- 11. července – Laurence Olivier, britský režisér, herec a dramatik (* 22. května 1907)
- 12. července
  - Masao Mijamoto, japonský spisovatel píšící v esperantu (* 8. ledna 1913)
  - Františka z Hohenlohe-Waldenburg-Schillingsfürstu, rakouská arcivévodkyně, švagrová císaře Karla I. (* 21. června 1897)
- 16. července – Herbert von Karajan, rakouský dirigent (* 5. dubna 1908)
- 19. července – Benjamin Tamuz, izraelský spisovatel, novinář, umělecký kritik, malíř a sochař (* 11. července 1919)
- 21. července – Donald Brittain, kanadský filmový režisér (* 10. června 1928)
- 23. července – Donald Barthelme, americký spisovatel (* 7. dubna 1931)
- 25. července – Friedrich Bachmayer, rakouský paleontolog (* 10. září 1913)
- 28. července – Joris Ivens, nizozemský režisér (* 18. listopadu 1898)
- 12. srpna – William Bradford Shockley, americký fyzik, Nobelova cena za fyziku 1956 (* 13. února 1910)
- 18. srpna – Imre Németh, maďarský olympijský vítěz v hodu kladivem (* 23. září 1917)
- 22. srpna – Alexandr Sergejevič Jakovlev, sovětský letecký konstruktér (* 1. dubna 1906)
- 23. srpna – Ronald David Laing, skotský psychiatr (* 7. října 1927)
- 26. srpna
  - Irving Stone, americký spisovatel (* 14. července 1903)
  - Hans Børli, norský básník a spisovatel (* 8. prosince 1918)
- 1. září – Kazimierz Deyna, polský fotbalista (* 23. října 1947)
- 3. září – Jón Trepczik, kašubský básník, učitel a překladatel (* 22. října 1907)
- 4. září
  - Colin Clark, britský a australský ekonom a statistik (* 2. listopadu 1905)
  - Georges Simenon, belgický spisovatel (* 13. února 1903)
- 9. září – Elefter Luarsabovič Andronikašvili, gruzínský fyzik (* 25. prosince 1910)
- 17. září – Ion Dezideriu Sîrbu, rumunský filosof a spisovatel (* 28. června 1919)
- 19. září – Willie Steele, americký olympijský vítěz ve skoku do dálky (* 14. července 1923)
- 22. září – Irving Berlin, americký hudební skladatel (* 11. května 1888)
- 25. září – Jack Smith, americký filmový režisér, fotograf a herec (* 14. listopadu 1932)
- 28. září – Ferdinand Marcos, filipínský prezident (* 11. září 1917)
- 30. září – Oskar Davičo, srbský básník a prozaik (* 18. ledna 1909)
- 2. října – Cousin Joe, americký bluesman (* 20. prosince 1907)
- 4. října – Graham Chapman, britský komik a spisovatel (* 8. ledna 1941)
- 6. října – Bette Davisová, americká herečka (* 5. dubna 1908)
- 11. října – Marion King Hubbert, americký geolog (* 5. října 1903)
- 13. října
  - Merab Kostava, gruzínský disident, básník a hudebník (* 26. května 1939)
  - Cesare Zavattini, italský filmový scenárista (* 20. září 1902)
- 15. října
  - Scott O'Dell, americký spisovatel (* 23. května 1898)
  - Michał Rola-Żymierski, polský maršál (* 4. září 1890)
  - Danilo Kiš, srbský spisovatel (* 22. února 1935)
- 16. října – Walter Farley, americký spisovatel (* 26. června 1915)
- 17. října – Oded Becer, izraelský spisovatel (* 22. srpna 1921)
- 18. října – Georgina von Wilczek, manželka lichtenštejnského knížete Františka Josefa II. (* 24. října 1921)
- 20. října – Dmitrij Konstantinovič Faddějev, ruský matematik (* 30. června 1907)
- 24. října
  - Jerzy Kukuczka, polský horolezec (* 24. března 1948)
  - Sahib Shihab, americký jazzový saxofonista a flétnista (* 23. června 1925)
  - Vasilijus Matuševas, litevský volejbalista (* 18. října 1945)
- 26. října – Charles J. Pedersen, americký chemik, Nobelova cena za chemii 1987 (* 3. října 1904)
- 28. října – Julija Solncevová, ruská filmová herečka a režisérka (* 7. srpna 1901)
- 30. října – Aristid Lindenmayer, maďarský biolog (* 17. listopadu 1925)
- 31. října – Conrad Beck, švýcarský skladatel a hudební režisér (* 1. června 1901)
- 5. listopadu – Vladimir Horowitz, rusko-americký pianista (* 1. října 1903)
- 6. listopadu – Margarete Buber-Neumann, německá komunistka a novinářka (* 21. října 1901)
- 9. listopadu
  - Alfonz Bednár, slovenský spisovatel (* 19. října 1914)
  - Kenny Hagood, americký jazzový zpěvák (* 2. dubna 1926)
  - Leen Vente, nizozemský fotbalista a trenér (* 14. května 1911)
- 12. listopadu – Dolores Ibárruri, španělská revolucionářka (* 9. prosince 1895)
- 13. listopadu – František Josef II., lichtenštejnské kníže (* 16. srpna 1906)
- 22. listopadu – Šamil Serikov, sovětský zápasník, olympijský vítěz (* 5. března 1956)
- 23. listopadu – Martin Glaessner, australský geolog a paleontolog (* 25. prosinec 1906)
- 27. listopadu – Ahmed Abdallah Abderemane, prezident Islámské federativní republiky Komory (* 1918)
- 28. listopadu – Ion Popescu-Gopo, rumunský výtvarník, animátor, filmový režisér a herec (* 1. května 1932)
- 29. listopadu – Ödön Zombori, maďarský zápasník, zlato na OH 1936 (* 22. září 1906)
- 30. listopadu – Hassan Fathy, egyptský architekt (* 23. března 1900)
- 1. prosince – William Vandivert, americký fotograf (* 16. srpna 1912)
- 5. prosince – Li Kche-žan, čínský malíř (* 23. července 1907)
- 14. prosince – Andrej Dmitrijevič Sacharov, sovětský fyzik a disident (* 21. května 1921)
- 16. prosince – Lee Van Cleef, americký herec (* 9. ledna 1925)
- 19. prosince – Floyd Jones, americký bluesový zpěvák, kytarista a skladatel (* 21. července 1917)
- 21. prosince – Ján Cikker, slovenský hudební skladatel (* 29. července 1911)
- 22. prosince – Samuel Beckett, irský dramatik (* 13. dubna 1906)
- 24. prosince – Roger Pigaut, francouzský herec a režisér (* 8. dubna 1919)
- 25. prosince
  - Elena Ceaușescuová, manželka rumunského prezidenta Nicolae Ceaușescu (* 7. ledna 1916)
  - Nicolae Ceaușescu, rumunský diktátor (* 26. ledna 1918)
- 28. prosince – Hermann Oberth, německý fyzik (* 25. června 1894)
- 29. prosince – Süreyya Ağaoğlu, turecká spisovatelka (* 1903)
- 30. prosince – Jasudži Mijazaki, japonský plavec, zlato na OH 1932 (* 15. října 1916)
- ? – Elisabeth von Aspern-Buchmeier, alias Pitt Strong, německá spisovatelka (* 1905)
- ? – Geršon Zak, velitel izraelského námořnictva (* 1913)
- ? – Patrick Ryan, anglický prozaik (* 1916)

## Hlavy státu
- Československo – Gustáv Husák (do 10. prosince) / Václav Havel (od 29. prosince)
- Vatikán – Jan Pavel II. (papež)
- Spojené království – Alžběta II.

### Digitální archivy k roku 1989
- Pořad stanice Český rozhlas 6 Rok po roce – rok 1989, 2. část
- Rudé právo v archivu Ústavu pro českou literaturu – ročník 69 rok 1989